# Sport in Bremen

Exklaven und Enklaven von Stadt und Land Bremen und Stadt Bremerhaven

Der Sport in Bremen wird in rund 450 Bremer und Bremerhavener Sportvereinen mit rund 160.000 Mitgliedern betrieben. Er wird vertreten durch den Landessportbund Bremen (LSB) als Dachverband und seine um die 50 Sportfachverbände mit der Bandbreite vom Aerosport bis zum Wasserski. Der Breitensport war und ist in Bremen ein besonderes Anliegen des Landes Bremen und der Sportorganisationen.

## Geschichte

### Bremen

#### 19. Jahrhundert bis 1918
Ab der Mitte des 19. Jahrhunderts fanden die Gründungen der ältesten Vereine statt. Einerseits wurden in Bremen die Arbeitersportvereine, andererseits die „bürgerlichen“ Turn- und später Turn- und Sportvereine gegründet. Die Arbeitersportvereine waren im deutschen Arbeiter-Turnerbund (ATB, dann ATSB) von 1893 vertreten. Diese Trennung im Sportwesen blieb lange Zeit erhalten und wurde erst nach 1946 überwunden, als sich alle Sportvereine in einem Landessportbund zusammen fanden.
Arno Theodor Kunath wurde 1890 Turnlehrer des Allgemeinen Bremer Turnvereins. Er begründete 1892 das Frauen- und Mädchenturnen sowie 1893 das Altersturnen und andere Abteilungen für einzelne Sportarten. Von 1895 war er 25 Jahre lang Kreisturnwart des Turnerkreises Niederweser/Ems, Gauturnwart in Bremen.
Zu den ältesten Vereinen (vor 1900) gehören:

#### Die ersten Vereine

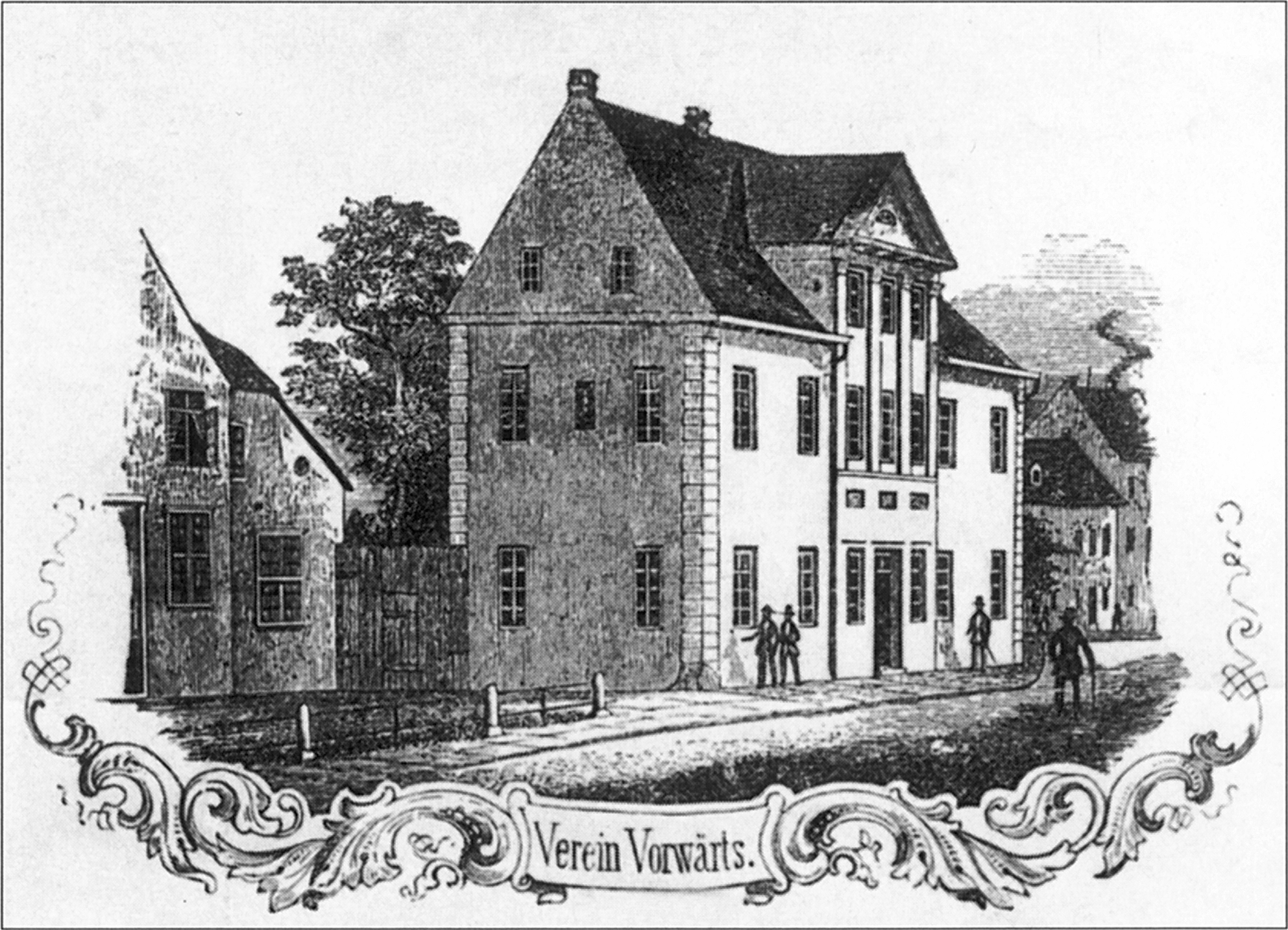
Verein Vorwärts 1865

- Der Turnverein zu Bremen (TVB) wurde 1831 von dem Juristen Karl Theodor Oelrichs (1804–1871) in Bremen-Mitte gegründet. Er ist der älteste Turnverein Bremens und hatte anfänglich 190, dann 1845 um die 300 Mitglieder.
- Der Schützenverein Lesum-Burgdamm stammt von 1842.[1] Im April 1843 wurde in Vegesack der Blumenthaler Schützenverein gegründet;[2] etwa zeitgleich entstand auch der Bremer Schützenverein von 1843. 1852 folgte der Vegesacker Schützenverein.
- Der noch bestehende Verein Vorwärts wurde 1846 als Arbeiterbildungsverein von Zigarrenmachern gegründet und hatte seinen Sitz seit 1853 im Haus Vorwärts. Der Sport gehörte zu seinen ersten Aufgaben. 1859 wurde seine erste Turnhalle gebaut.

#### Turnvereine ab 1858
- 1858 gründeten Schüler der Holzschen Turnanstalt einen Bremer Turnverein, der schon 1860 im ABTV aufging.
- In Hemelingen entstand 1858 durch Fabrikarbeiter und Fabrikanten der Männerturnverein Hemelingen. 1945 schlossen sich sechs Vorgängervereine zur Sportvereinigung Hemelingen von 1858 (SVH) zusammen.
- Die Turngemeinde Bremen von 1859 war eine Gründung der Neustädter Zigarrenmacher und Handwerkern. Sie bauten bald eine Turnhalle am Neustadtswall Nr. 29a. Daraus wurde die Bremer TG (BTG), die 1875 um die 200 Mitglieder und ab 1899 eine Frauenabteilung hatte. 1972 ging die BTG in die Bremer Turn- und Sportgemeinde Neustadt (BTS).
- Den Allgemeinen Bremer Turnverein von 1860 (ABTV) gründete der Kaufmann Pavenstedt für Kaufleute. 1860 bis 1874 besaß er eine Turnhalle beim Herdentorsfriedhof und danach Auf den Häfen Nr. 66. Er fusionierte 1919 mit dem Bremer Sportclub (BSC) von 1891. Aus der Fußballabteilung wurde 1998 durch Fusion mit der BBV Union Bremen von 1901 der FC Union 60 Bremen.
- Der Allgemeine Turn- und Sportverein von 1860 (ATSV) wandelte sich 1891 zum Bremer Sport-Club (BSC), wurde dann zu den Bremer Sportfreunden und nach 1945 zu dem bestehenden Allgemeinen Bremer Turn- und Sportverein, kurz Bremen 1860 genannt, der sich heute am Baumschulenweg in Schwachhausen befindet.
- In Vegesack entstand der noch bestehende Vegesacker Turnverein von 1861.
- In Hastedt gründete sich 1861 der MTV Hastedt. 1947 fusionierte er mit dem Arbeiterturnverein TSV Vorwärts Hastedt von 1897 zum bestehenden Hastedter TSV.
- In Blumenthal wurde 1862 der erste, noch bestehende Blumenthaler Turnverein gegründet.
- Der Männerturnverein Bremen von 1875 in der westlichen Vorstadt nutzte eine Schulturnhalle an der Nordstraße, dann an der Nelkenstraße. Er hatte 1882 rund 340 Mitglieder und eine Frauenturnabteilung entstand. Er wandelte seinen Namen in TV Bremen 1875 und um 2008 Turnverein Bremen-Walle 1875, nachdem er die Mitglieder vom TuS Walle Bremen aufnahm.
- 1875 wurde in Bremen der erste Rugbyclub gegründet, da diese Sportart auf Grund der hanseatischen Verbindung zu Großbritannien hier früh gespielt wurde. Im bürgerlichen Bremer Football-Club fanden auch die Anfänge des Fußballs in Bremen statt.
- Der TSV Lesum-Burgdamm stammt von 1876.
- Die Bremer Turnvereinigung von 1877 (BTV) ist in der Östlichen Vorstadt aktiv und übte zuerst in der Schulturnhalle an der Lessingstraße.
- In Neurönnebeck entstand der NTV – Neurönnebecker Turnverein von 1880.
- Der SG Aumund-Vegesack gründete sich 1892.
- In Grohn entstand der TV Grohn von 1883, der heute Sportverein Grohn heißt.
- Der Turn- und Sportverein Schwachhausen von 1883 (TuS Schwachhausen) entstand 1883. Alle Gründungsmitglieder waren bereits in einem 1870 gegründeten und Anfang der 1880er Jahre wieder aufgelösten Vereins mit gleichem Namen gewesen. 1892 wurde an der Schwachhauser Heerstraße eine eigene Turnhalle gebaut.
- Der Turnverein Doventor von 1885 schloss sich 1970 dem Turnverein Bremen an.
- Seit 1889 gab es Schwimmsport im Bremer Schwimm-Club von 1885 (BSC) aus der Östlichen Vorstadt und ab 1889 der Oberweser Bade- und Schwimmverein, später Bremischen Schwimmverein von 1889 (BSV), der heute in Oberneuland residiert. Beide Vereine konkurrierten zeitweise sehr.
- In Woltmershausen/Rablinghausen wurde 1890 der Turnverein Woltmershausen (TW) gegründet. Seit 1896 gab es den Arbeiterturnverein Woltmershausen (ATW), der sich 1909 Allgemeinen Turnverein Woltmershausen (ATV) umbenennen musste. 1900 entstand der Fußballverein Woltmershausen (FVW). 1933 bis 1945 wurde der ATW in den TW eingegliedert. 1974 fusionierten die Vereine zum Turn- und Sportverein Woltmershausen der 1982 den Höchststand von 1774 Mitgliedern erreichte.
- In Farge-Rekum entstand der TSV Turn- und Sportverein Farge-Rekum von 1890.
- Der TuS Vahr gegründete sich 1891. 1976 fusionierte der Verein mit dem SV Blockdiek von 1968 zum SC Vahr-Blockdiek.
- Der Turn- und Sportverein Walle Bremen von 1891 (TuS Walle Bremen) bestand bis 2008. Seine Mitglieder wurden vom TV Bremen 1875 übernommen.
- 25 Fechter verlassen die Bremer Turngemeinde von 1859 und gründen den Bremer Turnverein (BTV) Friesen von 1891
- Der Verein Bremer Turnerschaft von 1893 in der Schmidtstraße vereinigte sich 1908 mit dem Bremer Turnerbund von 1877 zur Bremer Turnervereinigung (BTV).
- In Arbergen entstand 1893 der noch bestehende Turnverein Arbergen.
- In Schönebeck entstand der noch bestehende MTV Eiche Schönebeck von 1897.
- Der TV Eiche Horn Bremen von 1899 in Horn hatte 26 junge Gründungsmitglieder.

#### Arbeitersportvereine
Der Arbeiterbildungsverein Verein Vorwärts von 1846 bot auch Sport an und baute 1859 seine erste Turnhalle.
Die Turngemeinde Bremen von 1859 (später Bremer TG (BTG) bzw. Bremer TS Neustadt (BTS)) war eine Gründung der Neustädter Zigarrenmacher.
Als Arbeitersportvereine gründeten sich die Freie Turnerschaft Bremen von 1893 (FTB) in der Neustadt, der Arbeiterturnverein Vegesack von 1894 (Platz an der Aumunder Heerstraße), der TSV Vorwärts Hastedt von 1897, der Arbeiterturnverein Woltmershausen (ATW) von 1896 und der bestehende Allgemeine Gröpelinger Sportverein (AGSV) von 1908. Aus einer Turnergruppe des FTB entwickelte sich 1902 der Turnverein Fortschritt, der zum bestehenden Arbeiter-Turn- und Sportverein Buntentor (ATS Buntentor) wurde. Sie waren im Arbeiter-Turnerbund von 1893 vertreten.

#### Fußballvereine ab 1891
Fußball wurde bereits im Bremer Football-Club von 1875 gespielt.
Die ersten Bremer Fußballvereine waren dann der Bremer FV, Bremer SC von 1891, der Club SuS Bremen von 1896, der FV Germania Bremen, der ASC Bremen von 1898, der SC Hansa Bremen von 1898 (später AGSV Bremen) und der KSV Simson Bremen Sie gründeten 1899 den Verband Bremer Fußball-Vereine, der bis 1907 bestand. Der FV Werder Bremen wurde 1899 Verbandsmitglied. Dem Verband sollen 13 „wilde“ Vereine angehört haben.
Den Fußballverein Werder Bremen von 1899 gründeten 16-jährige Schüler aus „handelsbürgerlichen“ Kreisen als reinen Fußballverein, der bald um 300 Mitglieder hatte. Später erfolgte eine Erweiterung vom Fußball- zum Sportverein. Ab 1919 durften auch Frauen Mitglieder werden. Nun nannte er sich Sportverein (SV) Werder Bremen und hatte um die 1000 Mitglieder.
In dem damals selbstständigen Blumenthal gründete sich 1912 der Blumenthaler FV und dann der Blumenthaler Sportverein von 1919, der dem SPD-nahem Arbeiter-Turn- und Sportbund (ATSB) beitrat. Die verbliebenen bürgerlichen Mitglieder des Blumenthaler FV fusionierten 1919 mit dem Vegesacker SV zur SpVgg Vegesack-Blumenthal.
In vielen Stadtteilen gingen Sport- und Fußballvereine aus verschiedenen Gründen getrennte Wege.

#### 1900 bis 1945

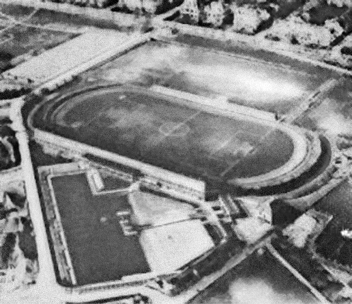
Die ABTS-Kampfbahn, später Weserstadion; unten links das Stadionbad (Aufnahme von 1928)

Zunehmend wurden neben dem Turnen auch andere Sportarten in den Vereinen betrieben. So wandelten sich ab 1900 die Turnvereine zu Turn- und Sportvereinen. Für die neuen Sportarten bildeten sich nun auch die entsprechenden Vereine.
1900 erhielt der Bremer Ernst Hoppenberg vom Bremer Schwimm-Club von 1885 die Goldmedaille über 200 Meter Rückenschwimmen bei den Olympischen Sommerspielen 1900 in Paris. Er war zudem mehrfach Deutscher Meister.
Von 1919 bis 1933 waren die Vereine in Bremen organisiert in „bürgerlichen“ Sportverbänden oder im Arbeiter-Turn- und Sportbund (ATSB), der mit der Sozialdemokratie eng verbunden war. Um 1919 wurde durch Wilhelm Probst und Andere der Bremer Bund für Leibesübung und Jugendpflege gegründet.
1928 erlief die Bremerin Leni Schmidt von den Bremer Sportfreunden die Bronzemedaille mit der 4-mal-100-Meter-Staffel bei den Olympischen Sommerspielen 1928 in Amsterdam. Sie war 1929 auch Deutsche Meisterin im 200-Meter-Lauf.
Die Bremerin Selma Grieme von den Sportfreunden Bremen war in den 1930er Jahren im Hochsprung, Weitsprung, Mehrkampf und 4-mal-100-Meter-Staffellauf erfolgreich.
1933 wurden die Arbeitersportvereine verboten. Viele Sportvereine wurden zwangsvereinigt und alle „gleichgeschaltet“ sowie unter die Aufsicht des NS-Staates gestellt, vertreten durch den Reichsbund für Leibesübungen.
1936 erturnte Walter Steffens vom TV Bremen 1875 die Goldmedaille im Mannschaftsturnen der Männer bei den Olympischen Sommerspielen 1936 in Berlin.
Helmut Fischer gewann fünfmal in Folge – 1935, 1936, 1937, 1938 und 1939 – die deutsche Meisterschaft über 100 Meter Freistil. Bei den Olympischen Spielen 1936 in Berlin errang er zwei fünfte Plätze.
Die Vereinsstaffel vom Bremer SV mit Eduard Askamp, Hermann Heibel, Helmut Fischer und Wolfgang Leisewitz wurde in Halberstadt Deutsche Meister. Im März 1938 schwamm die Bremer SV-Staffel mit Eduard Askamp, Hans Freese, Hermann Heibel und Helmut Fischer im Bremer Hanse-Bad die damalige Weltrekordzeit von 4:03,6 Minuten.

#### 1945 bis 1999
Die amerikanische Besatzungsmacht förderte nach dem Zweiten Weltkrieg im Rahmen ihrer „Re-education“ intensiv das neue sportliche Leben und kontrollierte bei der Zulassung der Vereine die Vorstände auf ihre politische Zuverlässigkeit. Die Vereine wurden nach und nach bis Ende 1945 und die Traditionsvereine bis Ende 1946 zugelassen. Sportarten mit scheinbar militärischer Ausrichtung wie Fechten oder Segelfliegen wurden erst 1948/49 und uniformierte Spielmannszüge erst 1950 wieder erlaubt.
Bildungssenator Christian Paulmann (SPD) ernannte 1946 als Bremer Sportbeauftragten und Leiter des Amtes für Leibesübungen den früheren Präsidenten der Bürgerschaft Max Jahn (SPD). Jahn kam aus einem Arbeitersportverein und war 1933 Mitglied der Sportdeputation. Die frühere Trennung von Arbeitersportvereinen und „bürgerlichen“ Vereinen sollte zukünftig nicht mehr fortgeführt werden. Frauen waren in den Führungsgremien der Verbände und Vereine anfänglich nur sehr spärlich vertreten. Politisch wurde der Sport in der Sportdeputation behandelt, die lange Zeit von Senatorin Annemarie Mevissen (SPD) geleitet wurde, in der aber viele Jahre lang nur Männer vertreten waren. Der Spitzname Doornkaat-Deputation muss wohl begründet sein.
Am 6. Juli 1946 fand in den Räumen des Vereins Vorwärts die Gründung des heutigen Landessportbundes Bremen (LSB) als erster einheitlicher Dachverband im Land statt. Die 62 Sportvereine mit ihren 25.000 Mitglieder und der Sportbund nahmen eine gesellschaftspolitisch verantwortungsvolle Haltung wahr, repräsentiert von 1946 bis 1966 durch den ersten LSB-Vorsitzenden dem Sportlehrer Oscar Drees (SPD), der aus dem Arbeitersportverein ATSB kam und nun Verfechte des Einheitsgedankens im Sport war. Der Sport, so Drees, sollte zur „einzigen, demokratischen Volksbewegung“ werden. In den folgenden Jahren war der Anteil der bremischen Sportpersönlichkeiten, die vom Arbeitersport kamen sehr groß, da sie politisch unbelastet waren. Auch Fritz Piaskowski (SPD), Mitgründer des LSBs, der den LSB nach 1966 führte, kam aus dem Arbeitersport.
1948 wurde das Gesetz über die Zulassung von Sportwetten (Fußball-Toto) in Bremen beschlossen. 1950 erfolgte die Gründung des Deutschen Sportbundes (DSB) in Hannover. 1951 gründeten der Landessportbund und der Bremer Fußball-Verband gemeinsam den Bremer Sportförderungsausschuss.
Die Bremerin Marga Petersen von Werder Bremen wurde 1946 und 1947 bei der Zonenmeisterschaft Deutsche Meisterin im 100-Meter-Lauf und in der 4-mal-100-Meter-Staffel. 1947 wurde die schnellste Frau (100 Meter: 10,9 s) zur deutschen Sportlerin des Jahres gewählt. Sie errang bei den Olympischen Sommerspielen 1952 die Silbermedaille bei der 4-mal-100-Meter-Staffel.
1949, 1983 und 1995 wurden die deutschen Leichtathletik-Meisterschaften im Weserstadion ausgetragen. Als Leichtathleten ragten außer Petersen Karl Kluge auf der Mittelstrecke, Kurt Bonah über die 400 Meter Hürden, Helga Kluge über 100 Meter und Lena Stumpf, 1949 bis 1951 bei Werder Bremen, als deutsche Meisterin (1950, 1954, 1955) im Fünfkampf in den Nachkriegsjahren hervor. Stumpf war 1949 deutsche Sportlerin des Jahres. 1955 wurde Ronald Krüger vom Club zur Vahr mit 7,55 Meter Deutscher Meister im Weitsprung. Sein Trainer war Georg Richter, einst Trainer der Weitsprunglegende Luz Long.
Die Faustballer des ATSV Habenhausen mit Handballer Hinrich Schwenker gewannen 1956 die deutsche Meisterschaft. 1950, 1951, 1954 und 1959 holten sie die deutsche Vizemeisterschaft. 1953 belegten die Männer des Blumenthaler TV den 2. Platz beim Deutschen Turnfest in Hamburg. 1959 wurde die weibliche Jugend der SV Hemelingen Deutscher Jugendmeister. Es wurde noch häufig Korbball gespielt, als die Frauen vom Turnverein von der Bahnhofsvorstadt (TvdB) mehr als ein Dutzend Mal Deutsche Meister hierbei wurden. Der TV Arbergen konnte in einer anderen seltenen Disziplin, dem Schlagball, zwölf Mal den Meistertitel in den 1950/60er Jahren gewinnen.
1952 gewannen Heinz Manchen und Helmut Heinhold mit Steuermann Helmut Noll vom Vegesacker Ruderverein die Silbermedaille im Zweier mit Steuermann bei den Olympischen Sommerspielen 1952 in Helsinki. Beide errangen mehrfach die deutsche Meisterschaft. Die Hastederin Hilde Koop errang mit der Turnriege bei dieser Olympiade Platz vier.
Von 1952 bis 1958 errang der in Bremen gebürtige Hans Böse im Weltergewicht im Ringen im griechisch-römischen Stil mehrere erste bis dritte Plätze bei den deutschen Meisterschaften.
In den 1950er Jahren gewannen Detlef Hegemann und Ursula Kämmerer von 1952 bis 1957 sechsmal die deutsche Meisterschaft im Standardtanzen. In den 1960er Jahren schlossen Günter und Anneliese Meinen sowie Renate und Werner Renz mit guten Platzierungen im Standardtanzen an diese Erfolge an.
Schwimmerfolge in den 1950/60er Jahren: Horst Bleeker vom BSC 85 Bremen wurde 1957 im 200- und 400-Meter-Freistilschwimmen und 1959 auf 100 Meter Freistil Deutscher Meister. Margit Hettling vom S.V. Weser Bremen war 1964, 1965, 1966 und 1967 über 400 Meter Freistil Deutsche Meisterin. Wolfgang Baumann (1939–2017) schwamm 1957 im Bremer Zentralbad in 55,5 s Europarekord. Die 100-Meter-Kraulstaffel vom Bremer Schwimm-Club (BSC) mit u. a. Wolfgang Baumann, Horst Bleeker, Karl-Heinz Henfling, Hans Hirsch, Uli Rademacher und L. Thilo, trainiert von Karl-Walter Fricke (1912–2006), war in den 1950/60er Jahren von nationaler Bedeutung. Die „Frösche“ vom BSC stellten in dieser Zeit viele Rekorde auf. Bis 1975 wurden im inzwischen abgerissenen Bremer Zentralbad bei internationalen Meetings 185 deutschen Bestleistungen und 16 Weltrekorde geschwommen.
1956 nahmen Kurt Bonah von Werder Bremen am 400-Meter-Hürdenlauf und Horst Bleeker vom Bremer Schwimm-Club im Schwimmen bei den Olympischen Sommerspielen 1956 in Melbourne teil.
Straßenradrennen fanden in den 1950er Jahren in Findorff rund um das Kasseler Dreieck und im Bürgerpark statt. Im Weserstadion wurden Bahnrennen auf der Aschenbahn ausgetragen, bei der u. a. Willi Röper gewann, dem späteren sportlichen Chef des Bremer Sechstagerennens.
1959 wurde der TuS Vahr-Bremen gegründet, der etwa 1200 Mitglieder (Stand 2010) hat.
1960 nahmen Georg Niermann und Albrecht Wehselau (Bremer Ruder-Club „HANSA“) im Vierer ohne Steuermann sowie Peter Riebensahm vom ATS Bremerhaven im Hochsprung bei den Olympischen Sommerspielen 1960 in Rom teil.
Heinz Schumann von Werder Bremen errang Erfolge bei den Leichtathletik-Europameisterschaften 1962 über 200 Meter und bei deutschen Leichtathletik-Meisterschaften. Bei den Olympischen Spielen 1964 wurde er Fünfter über 100 Meter.
Bei diesen Spielen nahmen auch die Rückenschwimmmeisterin von 1966 Jutta Olbrisch vom BSC 85, die vierfache 400-Meter-Freistilmeisterin Margit Hettling vom S.V. Weser und der 200-Meter-Schmetterlingsschwimmer Werner Freitag vom ATS Bremerhaven teil.
In den 1950/60er Jahren war Werder Bremen im Fußball gut, aber der Hamburger SV als Serienmeister die weit überragende norddeutsche Mannschaft. 1963 war Werder Gründungsverein der Fußball-Bundesliga. Schon 1965 und wieder 1988, 1993, 2004 wurde Werder vier Mal Deutscher Meister, weiterhin sieben Mal deutscher Vizemeister, sechs Mal deutscher Pokalsieger und 1992 im Europapokal der Pokalsieger. Werder steht 2012 auf dem zweiten Platz der „ewigen“ Bundesligatabelle. Werder-Spiele Rudi Völler, Aílton und Miroslav Klose wurden Fußballer des Jahres in Deutschland. Das Weserstadion wurde deshalb mehrfach erweitert und schließlich von 2008 bis 2011 gänzlich umgebaut.
1968 nahmen Volkhard Buchter und Jochen Heck vom Bremer Ruder-Club „HANSA“ im Vierer ohne Steuermann sowie wieder Werner Freitag im Schwimmen bei den Olympischen Sommerspielen 1968
in Mexiko-Stadt teil.
Seit 1973 errang Heidi Bender-Krickhaus im Badminton diverse deutsche Einzelmeisterschaften.
Der Motorsport ist verbunden mit dem Motorsportclub Hansa Bremen. Seit Ende der 1940er Jahre bis 1988 wurden in Bremen-Arsten, am Hansa-Stadion am Arsterdamm, jährlich regelmäßig internationale Motorrad-Speedwayrennen ausgetragen. Bekannt wurden die Bremer Speedwayrennen durch die Läufe um den Goldenen Bremer Schlüssel und durch das internationale Master of Speedway. Von den 1970er bis 1980er Jahren stellte der MSC Hansa Bremen ein Team für die Speedway-Bundesliga.
1976 erschwamm Gabriele Askamp vom OSC Bremerhaven den 5. Platz über 100 Meter Brustschwimmen bei den Olympischen Sommerspielen 1976 in Montreal. Sie war 1975 und 1976 Deutsche Meisterin. Hans-Peter Jakst vom Bremer Radrennverein errang bei diesen Spielen den 4. Platz im 100-km-Mannschaftszeitfahren. Der Tour-de-France-Teilnehmer Jakst hatte ab 1984 ein Fahrradgeschäft in Bremen.
1978 gewann die weibliche Jugend des Blumenthaler TV in Ludwigshafen die Deutsche Jugendmeisterschaft im Faustball.

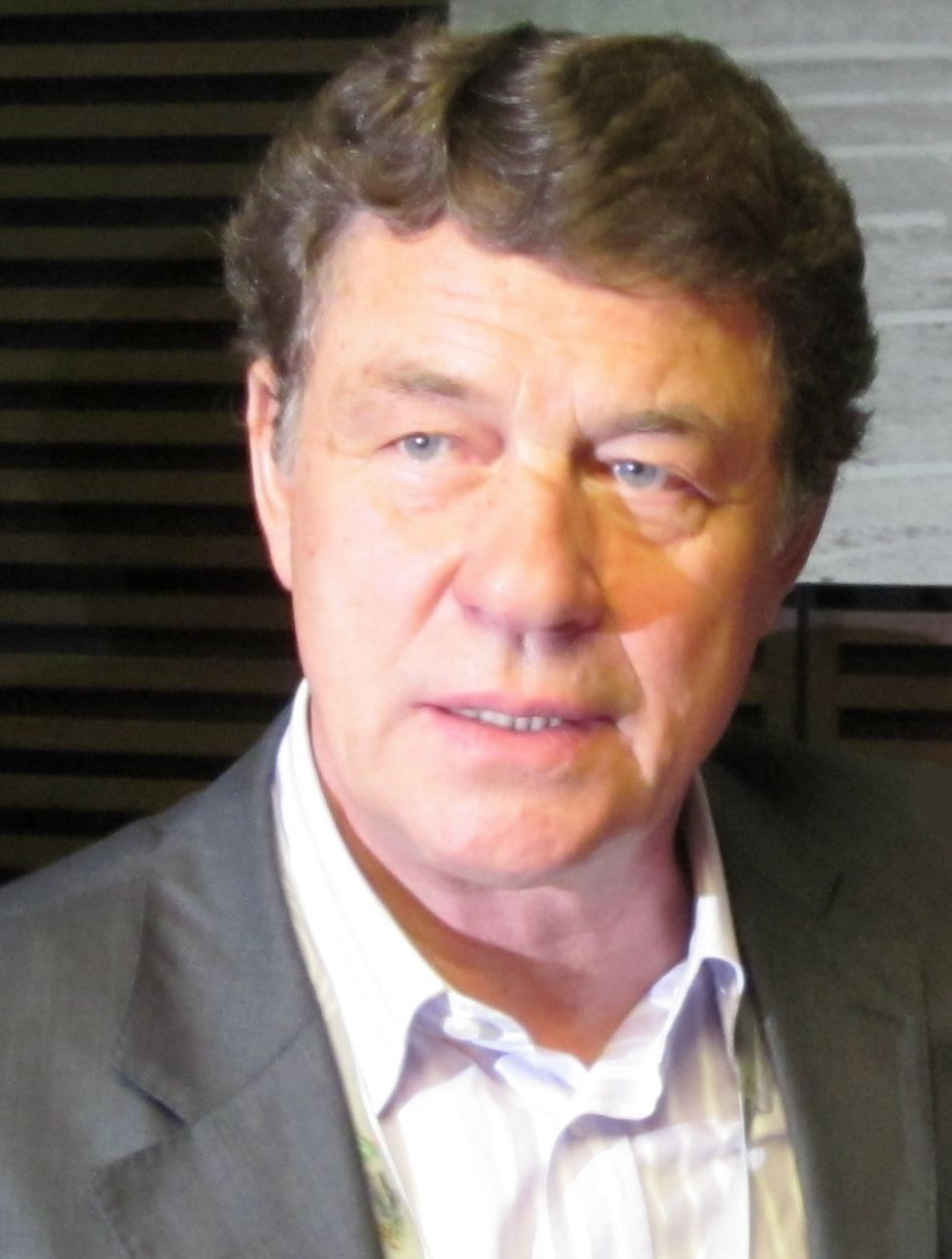
Otto Rehhagel

Von 1981 bis 1995 trainierte Otto Rehhagel die Mannschaft von Werder Bremen. Werder wurde in seiner Zeit zweimal deutscher Meister (1988 und 1993), viermal Vizemeister (1983, 1985, 1986 und 1995), gewann den DFB-Pokal 1991 und 1994 und den Europapokal der Pokalsieger 1992.
1984 war Elke Bram vom OSC Handball-Torfrau und errang mit der Mannschaft den 4. Platz bei den Olympischen Sommerspielen 1984 in Los Angeles.
Seit um 1987 bis 2008 errang der Bremer Radrennfahrer Andreas Kappes bedeutende Erfolge bei 115 Sechstagerennen, bei 94 Straßenrennen und 1993 als Deutschen Meister im Zweier-Mannschaftsfahren und Weltmeister im Punktefahren.
1988 spielten Oliver Reck, Karl-Heinz Riedle und Gunnar Sauer von Werder Bremen mit der Fußball-Olympiaauswahl, welche die Bronzemedaille bei den Olympischen Sommerspielen 1988 in Seoul errangen.
1989 gewann die weibliche Jugend des Blumenthaler TV in Frankenthal die Deutsche Jugendmeisterschaft im Hallenfaustball.
Von 1991 bis 1995 und 1996 bis 2000 spielte der Handballspieler Frank Carstens beim TV Grambke-Bremen.
1992 konnten die Halle für die Rhythmische Sportgymnastik eingeweiht werden. In ihr fanden 2004, 2007 und 2010 Meisterschaften statt. 1993 erturnte Nicole Gerdes vom Blumenthaler TV einen 6. Platz bei den Weltmeisterschaften der Rhythmischen Sportgymnastik.
Der Grün-Gold-Club Bremen tanzte von 1998 bis 2002 in der 2. Bundesliga und stieg 2002 in die 1. Bundesliga auf. Das Team wurde 2006, 2009 und 2012 Weltmeister, 2007, 2008 und 2010 Europameister sowie mehrfach Deutscher Meister. Es war sieben Mal Bremer Mannschaft von 2003 bis 2009.
Immer mehr Bremer Vereine sind außer im Fußball seit den 1980er Jahren in der 1. oder 2. Bundesliga verschiedener Sportarten vertreten: Bremen 1860/Union 60 Bremen im Rugby, der Bremer Squash-Club im Squash, TV Eiche Horn im Floorball (Männer) und im Judo (Frauen) sowie im Volleyball (Frauen), der Grün-Gold-Club im Tanzsport, Hastedter TSV im Handball (Frauen), SG Marßel Bremen im Tischtennis (Frauen), der KSC Störtebeker Bremen im Kegeln (Männer), Werder Bremen im Fußball (Männer und Frauen), im Schach, im Tischtennis (Männer).
Der TSC Schwarz-Silber Bremen war in den 1990er Jahren ein führender Verein im Tanzsport. Roberto Albanese trainiert u. a. seit 1994 das Latein-A-Team.
1996 nahmen Luise Stäblein von Bremen 1860 bei der Rhythmische Sportgymnastik und Oliver Rau vom Ruderclub „Hansa“ bei den Olympischen Sommerspielen 1996
in Atlanta teil.
1997 beschloss die Bremische Bürgerschaft die Aufnahme des Sports als Artikel 36a – „Der Staat pflegt und fördert den Sport“ – in die Bremer Landesverfassung.
1999 gewann der Blumenthaler TV in Embrach (CH) den Europapokal im Frauen-Faustball.

#### Nach 2000

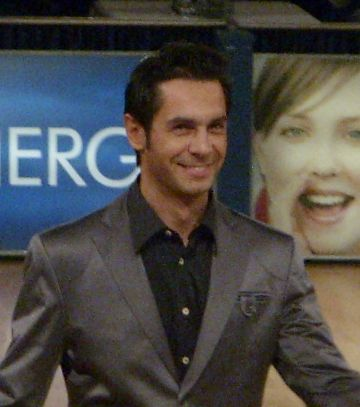
Roberto Albanese

Carolin Nytra

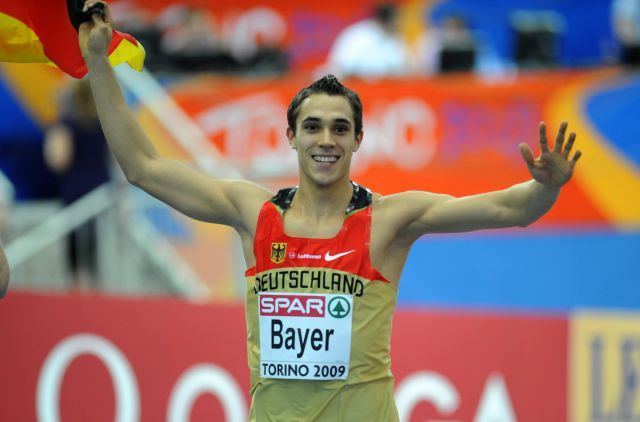
Sebastian Bayer

2000 gewann der Blumenthaler TV in Windhoek (Namibia) den Weltpokal im Frauen-Faustball.
Im Tanzsport verbuchte der Grün-Gold-Club Bremen aus Oberneuland große Erfolge. 2002 schlossen sich der Grün-Gold-Club Bremen und der TSC Schwarz-Silber Bremen zusammen. Der Club richtet bedeutende Turniere als Club aus. Seit 2002 tanzt die Lateinformationen als 1. Bundesligist und wurde Deutscher Meister von 2004, 2005, 2007 bis 2012, Europameister von 2007, 2008 und 2010 sowie Weltmeister: 2006, 2007, 2009 und 2012 sowie Bremer Mannschaft von 2003 bis 2009. Auch das B-Team konnte hervorragende Platzierungen in den Bundesligen und bei Turnieren erreichen. Roberto Albanese (seit 1994), Uta Albanese (seit 1998) und Sven Emmrich trainieren das A-Team.
Einige Leichtathleten aus Bremen oder in Bremen aktiv konnten um und nach der Jahrtausendwende größere Erfolge erringen: Der Huchtinger Lars Figura war von 1998 bis 2002 im 400-Meter-Lauf bei deutschen Meisterschaften, deutschen Hallenmeisterschaften und Halleneuropameisterschaften erfolgreich. Carolin Nytra, die von 2005 bis 2010 beim TuS Komet Arsten war, erreichte im 100-Meter-Hürdenlauf international bedeutende Zeiten und erreichte das 100-Meter-Hürden-Halbfinale bei den Olympischen Sommerspielen 2008. Jonna Tilgner vom Bremer LT/TuS Komet Arsten lief im Finale in der 4-mal-400-Meter-Staffel bei diesen Spielen. Sebastian Bayer, der 2008 bis 2010 beim Bremer LT trainierte, wurde als Weitspringer (Freiluft-Bestweite von 8,49 m) fünf Mal Deutscher Meister und mehrfach Europameister. Er war Teilnehmer bei den Olympischen Spielen 2012.
Die Schwimmerin Jaana Ehmcke war um 2006 bis 2008 erfolgreich als Langstreckenspezialistin und nahm 2008 an den Olympischen Sommerspielen 2008 in Peking als Deutsche Meisterin über 800 Meter Freistil teil.

### Bremerhaven
1848 wurden der Bremerhavener Schützenverein, der Geestemünder Schützenverein und der Schützenverein Lehe gegründet; 1861 dann der Wulsdorfer Schützenverein.
Der Pädagoge Justus Lion (1829–1901) war im 19. Jahrhundert die treibende Kraft für die Entwicklung des Sports in Bremerhaven. 1858 wurde er Lehrer an der Realschule in Bremerhaven. Er verstand es die Bürger und die Schüler für die neue Sportbewegung zu begeistern. Bereits 1859 gründeten er mit 64 Männern den Turnverein Bremerhaven, woraus später der ATS Bremerhaven (ATSB) und heute der OSC Bremerhaven wurde. In der ersten Vereinssatzung stand: „Der Zweck des Vereins ist einzig und allein Körperübung“. Er trat damit Bestrebungen entgegen, dass Sport nur in einem Wehrverein angesiedelt werden könne. So spaltete sich der Verein und 1860 wurde ein Allgemeiner Turn- und Wehrverein Bremerhaven gegründet, der aber schon 1867 zum Turnverein Bremerhaven zurückkehrte.
1962 gründete sich der Geestemünder TV (GTV)
Der TV Lehe in Lehe, heute TV Lehe Bremerhaven stammt von 1869.
Nach dem Zweiten Weltkrieg gab es in einigen Bereichen im Sport, bei den Bremerhavener Mannschaften und Sportler hervorragten und hervorragen. So wurden Astrid Bader (1965 bis 1968) und später Michael Butzke (1979 bis 1982) mehrfach Weltmeister im Rollkunstlaufen, Bremerhaven 93 spielte in den 1950er Jahren im Fußball eine beachtliche Rolle, beim Tanzsport dominierte die TSG Bremerhaven von 1977 bis 2007 sowie Andrea und Horst Beer die Szene in Deutschland und der Welt, im Eishockey etablierte sich seit 1994 der REV Bremerhaven – seit 2002 als Fischtown Pinguins – in den höchsten Ligen und als Basketballmannschaft konnten ab 1981 der OSC Bremerhaven, seit 2001 als die Eisbären Bremerhaven, überzeugen.
Der Ruderer Knud Lange errang von 2006 bis 2009 mehrere WM-Medaillen im Leichtgewichts-Doppelvierer.

## Landessportbund, Kreissportbund

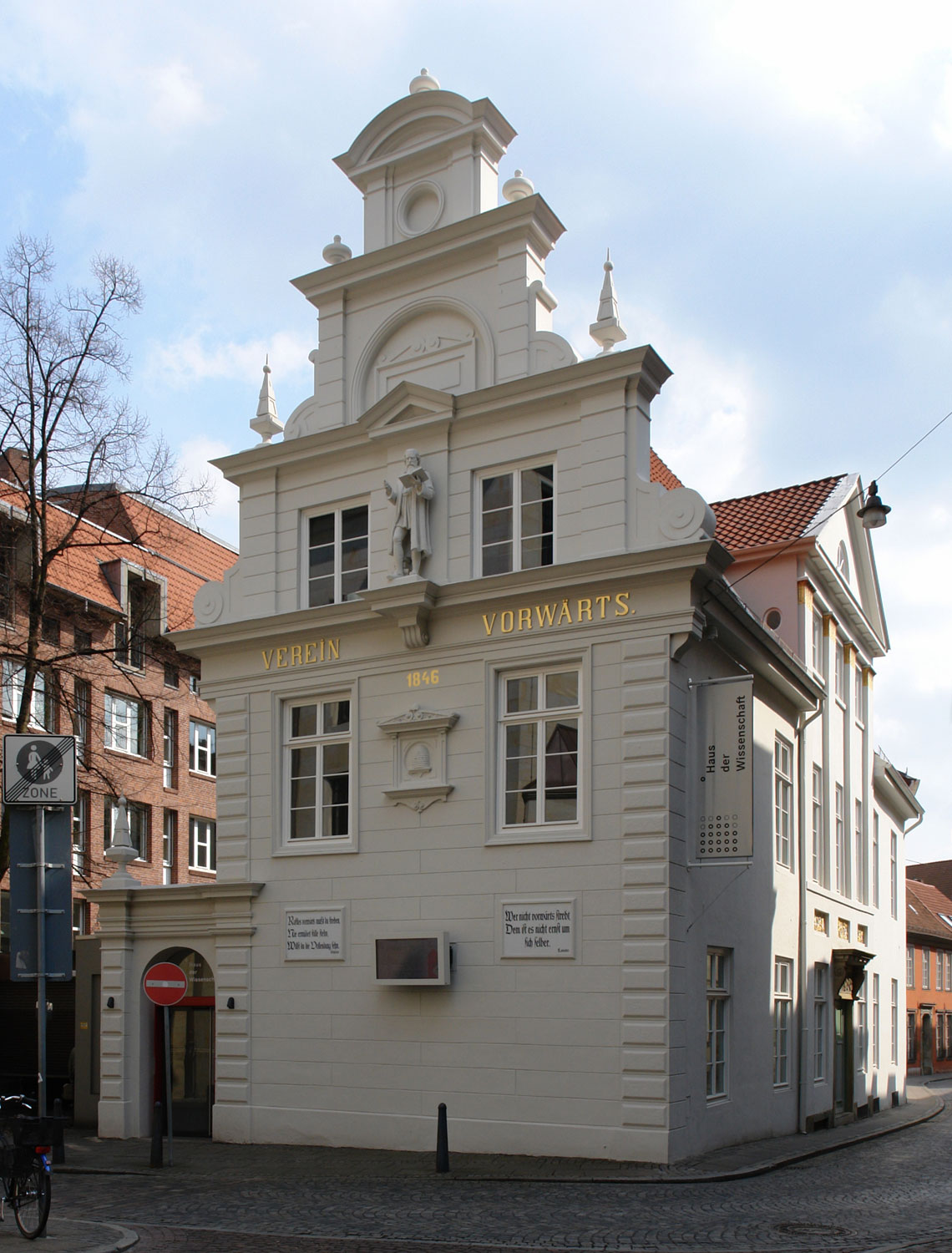
Haus „Vorwärts“, Sitz des LSB

Der Landessportbund Bremen (LSB) ist der Dachverband von 430 Bremer und Bremerhavener Sportvereinen mit rund 160.000 Mitgliedern und den 50 Sportfachverbänden (Stand 2016). Er wurde 1946 gegründet. Der LSB definiert seine Aufgabe wie folgt: „Um seine gesellschaftspolitische Verantwortung wahrzunehmen und den Bedürfnissen der Sporttreibenden gerecht zu werden, kümmert sich der LSB um die Sicherung der materiellen und organisatorischen Rahmenbedingungen, die Qualifizierung seiner Mitarbeiter/innen, die Entwicklung spezieller Sport- und Bewegungsprogramme, die Analyse von Sporttrends und um die Kooperation mit öffentlichen und privaten Institutionen. Zugleich will der LSB auch anderen Institutionen Wege öffnen, an der großen Sportgemeinschaft in Bremen und Bremerhaven teilzuhaben.“
Die Angebote im LSB, in den Verbänden und den Vereinen werden realisiert durch die Arbeit der ehrenamtlichen, hauptberuflichen und freiberuflichen Mitarbeiter, die Zusammenarbeit mit Dienstleistungs- und Beteiligungsunternehmen, die Zusammenarbeit mit anderen Gruppen und Einzelpersonen und die Kooperation mit Einrichtungen von Wissenschaft und Bildung sowie der Wirtschaft.
Jährlich organisiert der LSB den Ball des Sports mit der Wahl zum Bremer Sportler des Jahres.
Das Bremer Sport Magazin des LSB erscheint monatlich und ist im Internet abrufbar
Der Bremer Sport-TV ist im Sonderkanal 12 im Bremer Kabelnetz und im Internet zu finden. Er bringt Sportsendung für den Breitensport in Bremen und Umzu. Die ehrenamtliche Tätigkeit aus den Bremer Sportvereinen beinhaltet die Moderation und die technische Durchführung. Der Sender wird vom Landessportbund unterstützt.
Vorsitzende: Die bisherigen Vorsitzenden des Landessportbundes Bremen waren ab 1946 der Sportpädagoge Oscar Drees (SPD), ab 1966 der Ortsamtsleiter Fritz Piaskowski (SPD), ab 1978 der Pädagoge Heinz-Helmut Claußen, ab 1998 die Geschäftsführerin und spätere Senatorin Ingelore Rosenkötter (SPD), ab 2006 der Rechtsanwalt Peter Zenner (FDP), ab 2013 der Berufsschullehrer Dieter Stumpe und ab 2014 der Schiffskaufmann Andreas Vroom.
Der Kreissportbund Bremen-Stadt entstand erst 1965, da bis dahin die Bremer Belange vom LSB mit erledigt wurden.
Der Kreissportbund Bremen-Nord entstand 1946.
Der Kreissportbund Bremerhaven (KSB) entstand 1946 als Kreissportbund Wesermünde, ab 1947 Kreissportbund Bremerhaven. Er vertritt 90 Vereine mit rund 37.000 Menschen (2012). Vorsitzender wurde 1946 Albert de Buhr.
Die Bremer Sportjugend ist als Jugendorganisation des Landessportbundes Bremen die Sport- und Jugendpolitische Interessensvertretung von ca. 65.000 Mitgliedern im Alter bis 27 Jahre in ca. 430 Vereinen und 50 Fachverbänden. Aktueller Vorsitzender ist seit 2012 Sven Lange.
| Verband      | Vereine | Mitglieder | davon weiblich |
| ------------ | ------- | ---------- | -------------- |
| Bremen-Stadt | 267     | 120.705    | 46.931         |
| Bremen-Nord  | 70      | 19.299     | 7.583          |
| Bremen       | 337     | 140.004    | 54.514         |
| Bremerhaven  | 85      | 24.443     | 9.853          |
| LBS-Gesamt   | 422     | 164.447    | 64.367         |

Die Zahl der Vereine in der Stadt Bremen nahm nur etwas ab, von 332 im Jahr 2011 auf 310 im Jahr 2019. Die Zahl der Mitglieder in Bremen (Stadt) sank von 140.004 im Jahr 2012 auf 129,657 im Jahr 2019; davon waren 38,9 % weiblich und 61,9 % männlich.
2019 waren von den 129.657 Sportlern in Bremen (Stadt) rund 6,9 % zwischen 0 und 6 Jahre alt, 17,2 % zwischen 7 und 14 Jahre, 6,9 % zwischen 15 und 18 Jahre, 8,4 % zwischen 19 und 26 Jahre, 14,6 % zwischen 27 und 40 Jahre 23,9 zwischen 41 und 60 Jahre und 22 % über 60 Jahre alt.

## Verbände
Im Deutschen Reich hatte Sport im 19. Jahrhundert nur eine untergeordnete Bedeutung. Die neu gegründeten Vereine organisierten sich in vielen verschiedenen Verbänden getrennt nach Sportart, aber auch nach politischer Grundeinstellung. Der Deutsche Turner-Bund wurde schon 1848 auf dem 1. Deutschen Turntag in Hanau gegründet. 1893 kam der sozialdemokratisch orientierte Arbeiterturnerbund (ATB), der sich seit 1919 Arbeiter-Turn- und Sportbund (ATSB) nannte. Erst ab den späten 1890er Jahren entstanden in Deutschland einige weitere Fachsportverbände.
Im Landessportbund sind rund 50 Fachsportverbände organisiert. Der Bremer Turnverband aus dem 19. Jahrhundert (BTV) ist mit seinen 70 Mitgliedsvereinen und 29.784 Mitgliedern ist der größte Sportfachverband im Lande Bremen gefolgt vom Bremer Fußball-Verband mit 69 Bremer Vereinen und 28.320 Mitgliedern sowie dem Landesschwimmverband Bremen (LSB) mit 18 Vereinen und 6860 Mitgliedern, dem Tennisverband Nordwest mit 36 Bremer Vereinen und 8300 Mitgliedern, dem Fachverband Segeln (FSB) mit 49 Vereinen und 6266 Mitgliedern und dem Bremer Handballverband mit 30 Vereinen, 296 Mannschaften und 4466 Mitgliedern. Der Bremer Basketball-Verband vertritt 19 Vereine mit 1523 Mitgliedern.
In den verschiedenen Sportarten und deren Verbänden beliefen sich 2012 die Mitgliederzahlen auf:
- Aero-Club: 1152
- Amateurboxen: 636
- American Football: 353
- Badminton: 1690
- Bahnengolf: 107
- Base-Softball: 78
- Basketball: 1523
- Behindertensport: 1014
- Billard: 61
- DLRG: 2846
- Eissport: 1060
- Fechten: 236
- Floorball: 307
- Fußball: 28.320
- Gehörlosensport: 113
- Gewichtheben: 37
- Golf: 3223
- Handball: 4466
- Hockey: 1049
- Jiu-Jitsu: 474
- Judo: 1467
- Ju-Jutsu: 277
- Kanurennsport: 2228
- Karate: 1123
- Kegeln: 1274
- Sportfischen: 3346
- Leichtathletik: 2035
- Motorbootsport: 1204
- Motorsport: 60
- Pétanque/Boule: 52
- Radsport: 555
- Reitsport: 2991
- RKB Solidarität: 15
- Rollsport: 348
- Rudern: 1626
- Rugby: 153
- Schach: 597
- Schießen: 3037
- Schwimmsport: 6860
- Segelsport: 6266
- Skisport: 4029
- Squash: 54
- Tanzsport: 4166
- Tauchsport: 1276
- Taekwondo: 883
- Tennis: 8300
- Tischtennis: 2762
- Triathlon: 248
- Turnen: 29.784
- Volleyball: 1701
- Wandern/Klettern: 4431
- Wasserski: 43
- Verbandslos: 22.074
- Insgesamt:164.210

## Vereine
→ Zu den Vereinen siehe bei den jeweiligen Stadtteilen in Bremen und Bremerhaven unter Sport.
Im Land Bremen bestehen 422 Sportvereine mit rund 164.000 Mitgliedern. Zu den ältesten und größten Vereinen zählen:
- In Bremen waren 2012 rund 140.000 Menschen in 337 Vereinen; die ältesten (vor 1870) oder größten (über 2000 Mitglieder) bestehenden Sportvereine sind:
  - Verein Vorwärts von 1846, zunächst ein Arbeiterbildungsverein
  - Sportvereinigung Hemelingen von 1858 (SVH) mit 1600 Mitgliedern (2013)
  - Bremer Turn- u. Sportgemeinde Neustadt von 1859 (BTS Neustadt Bremen, siehe auch Bremer TG) mit ca. 2500 Mitgliedern (1995)
  - Hastedter TSV von 1861 mit ca. 1250 Mitgliedern (1995)
  - Vegesacker Turnverein von 1861 mit ca. 1070 Mitgliedern (1995)
  - Blumenthaler Turnverein von 1862 mit 1270 Mitgliedern (1995)
  - Bremen 1860 (Allgemeiner Turn- und Sportverein Bremen von 1860) mit ca. 6000 Mitgliedern (1995)
  - Der TSV Lesum-Burgdamm von 1876 mit rund 2300 Mitgliedern (2013) ist der größte Sportverein in Bremen-Nord.
  - Bremischer Schwimmverein von 1889 mit 1300 Mitgliedern (2018)
  - Sportgemeinschaft Aumund-Vegesack von 1892 mit rund 2000 Mitgliedern (2012)
  - Werder Bremen von 1899 mit rund 36.500 Mitgliedern größter Verein in Bremen (2018)
  - TV Eiche Horn Bremen von 1899 in Horn-Lehe mit rund 3600 Mitgliedern
  - Turn- und Rasensportverein – TuRa Bremen von 1894 bzw. 1945 in Gröpelingen mit rund 2400 Mitgliedern.
  - TuS Komet Arsten von 1901 im Stadtteil Obervieland mit rund 2300 Mitgliedern (2013)
  - Turn- und Sportverein Huchting von 1904 (TUS Huchting) mit rund 2400 Mitgliedern (2012)
  - ATS Buntentor von 1919 mit rund 2000 Mitgliedern (2015)

Zu den 18 größten Vereinen in Bremen zählen (Mitgliederstand 2017): Inzwischen zählt Werder Bremen als größter Verein 2023 rund 48.000 Mitglieder.
| 01. | Werder Bremen              | 17.888 |
| 02. | Bremen 1860                | 06.407 |
| 03. | Alpenverein Sektion Bremen | 05.501 |
| 04. | Landesbetriebssportverband | 04.175 |
| 05. | TV Eiche Horn              | 03.595 |
| 06. | Bremer Ski-Club            | 03.282 |
| 07. | SG Findorff                | 03.018 |
| 08. | TuRa Bremen                | 02.372 |
| 09. | Club zur Vahr              | 02.261 |
| 10. | TSV Lesum-Burgdamm         | 02.254 |
| 11. | TuS Huchting               | 02.222 |
| 12. | TuS Komet Arsten           | 02.164 |
| 13. | SV Grambke-Oslebshausen    | 02.118 |
| 14. | SG Arbergen-Mahndorf       | 02.044 |
| 15. | TSV Osterholz-Tenever      | 01.976 |
| 15. | TV Walle                   | 01.976 |
| 17. | ATS Buntentor              | 01.962 |
| 18. | TSV Borgfeld               | 01.950 |

- In Bremerhaven waren 2012 rund 24.000 Menschen in 85 Vereinen; die ältesten (vor 1870) bestehenden Vereine sind:
  - OSC Bremerhaven, ex Turnverein Bremerhaven von 1859 bzw. ATS Bremerhaven (ATSB) von 1919, ab 1972 OSC mit rund 4500 Mitgliedern (2013)
  - TSV Wulsdorf von 1861, mit ca. 1500 Mitgliedern (1995)
  - Geestemünder Turnverein (GTV) von 1866 mit ca. 1600 Mitgliedern

## Sportstätten

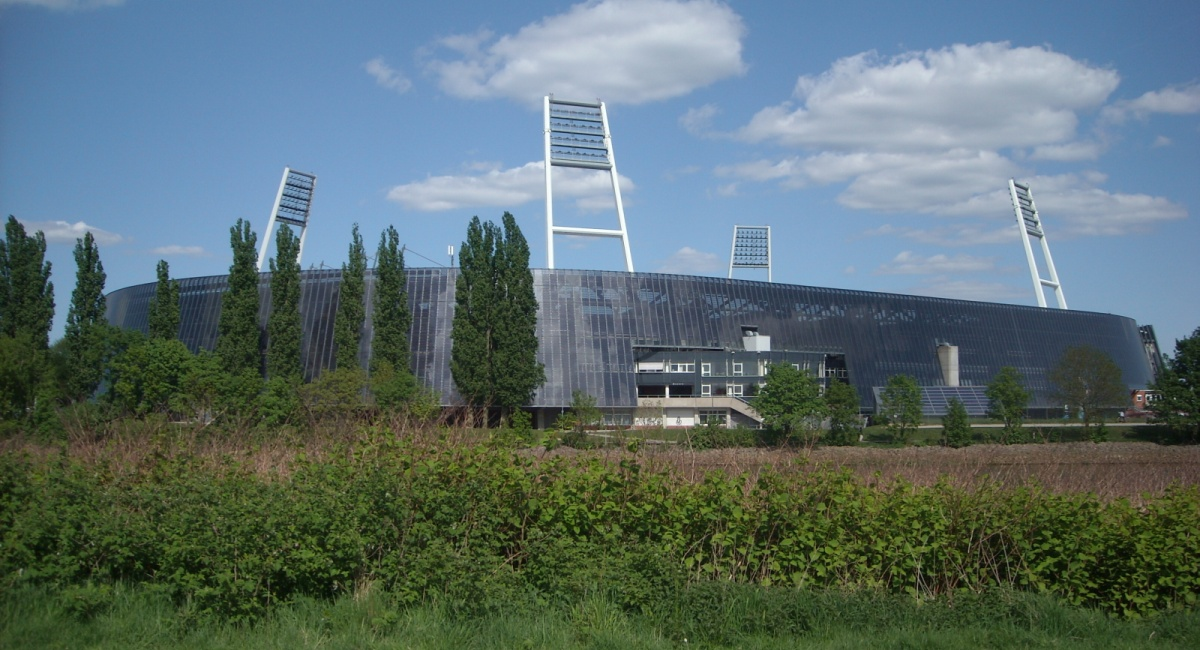
Weserstadion

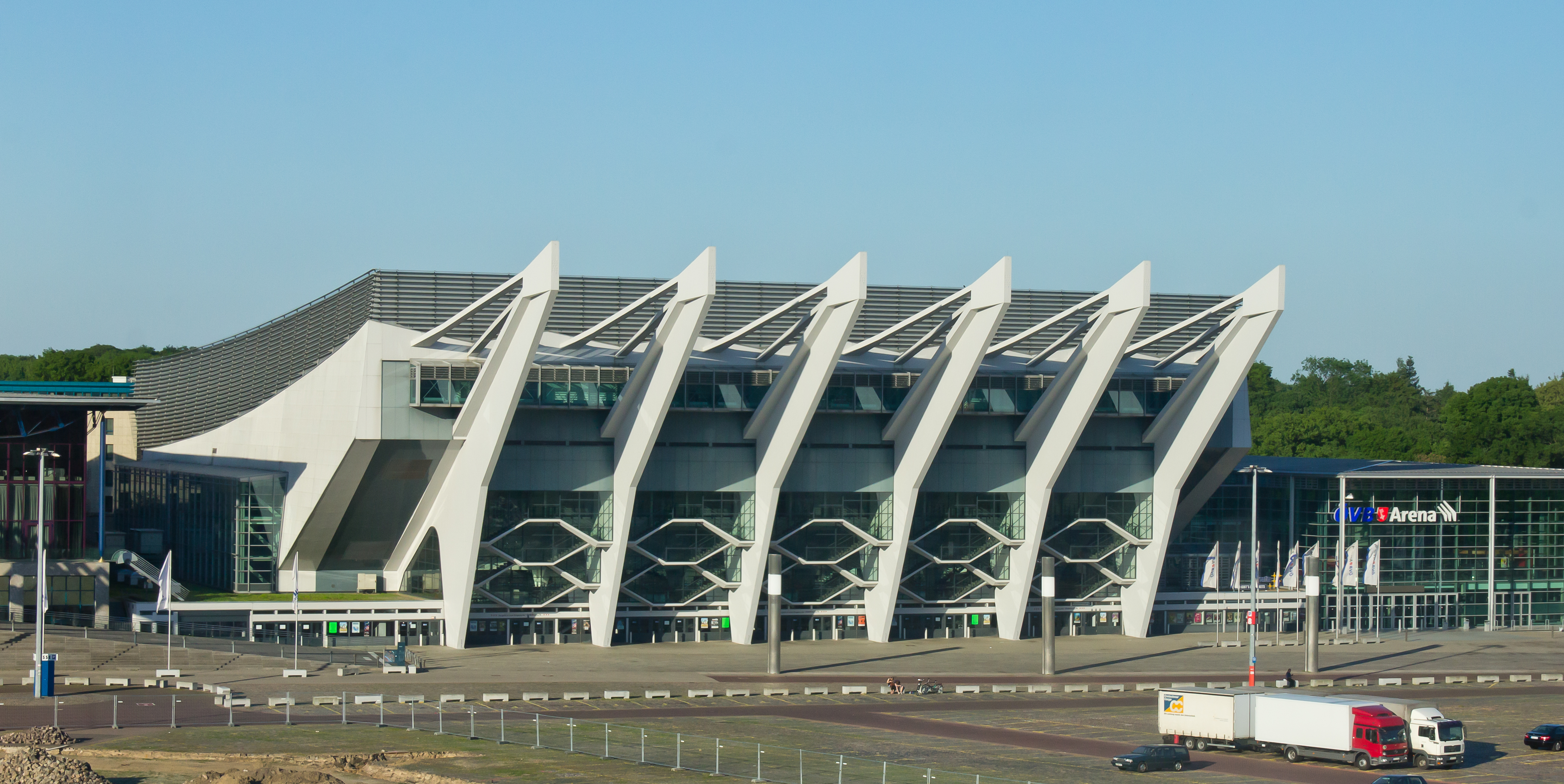
Stadthalle Bremen

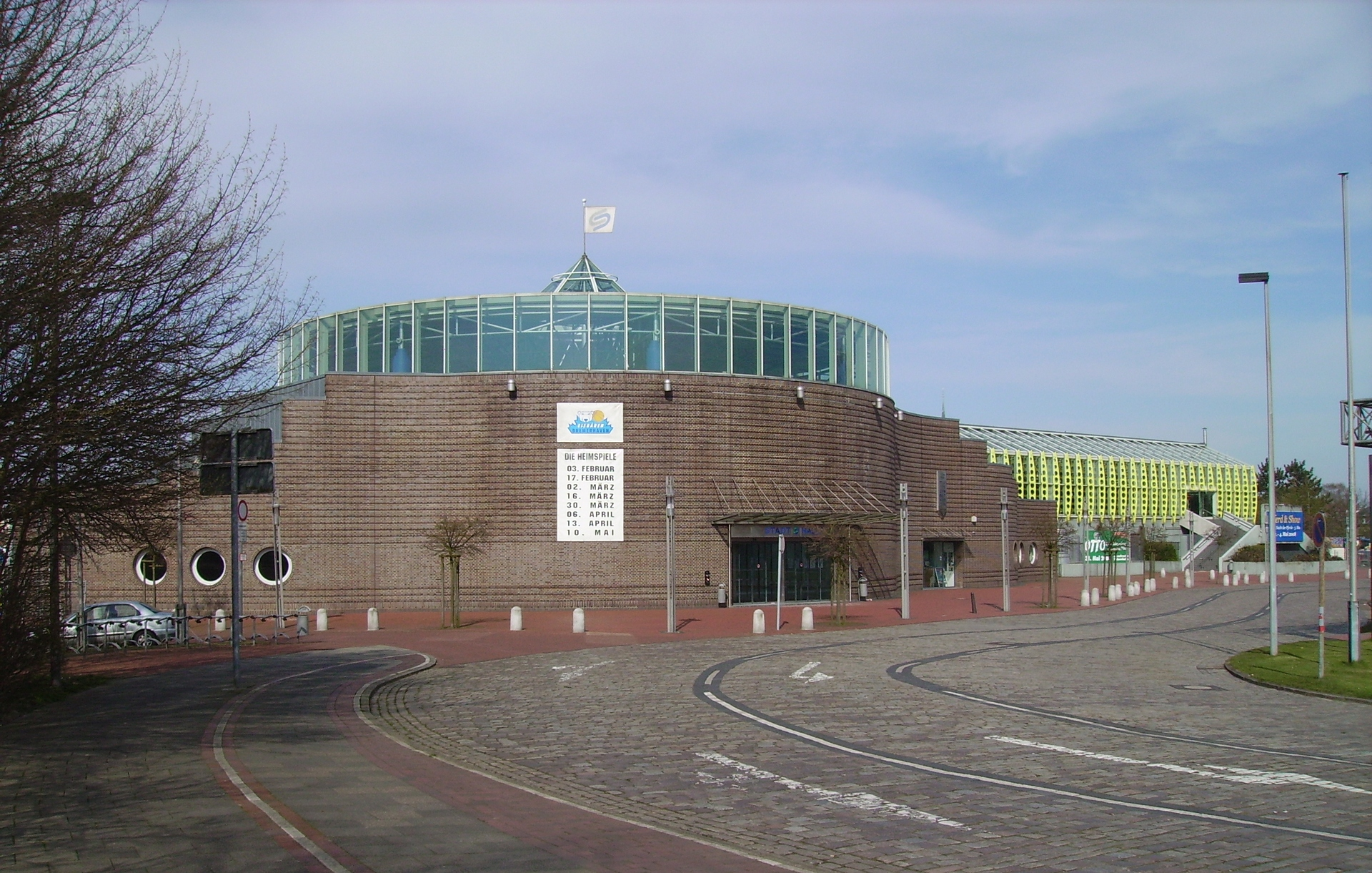
Stadthalle Bremerhaven

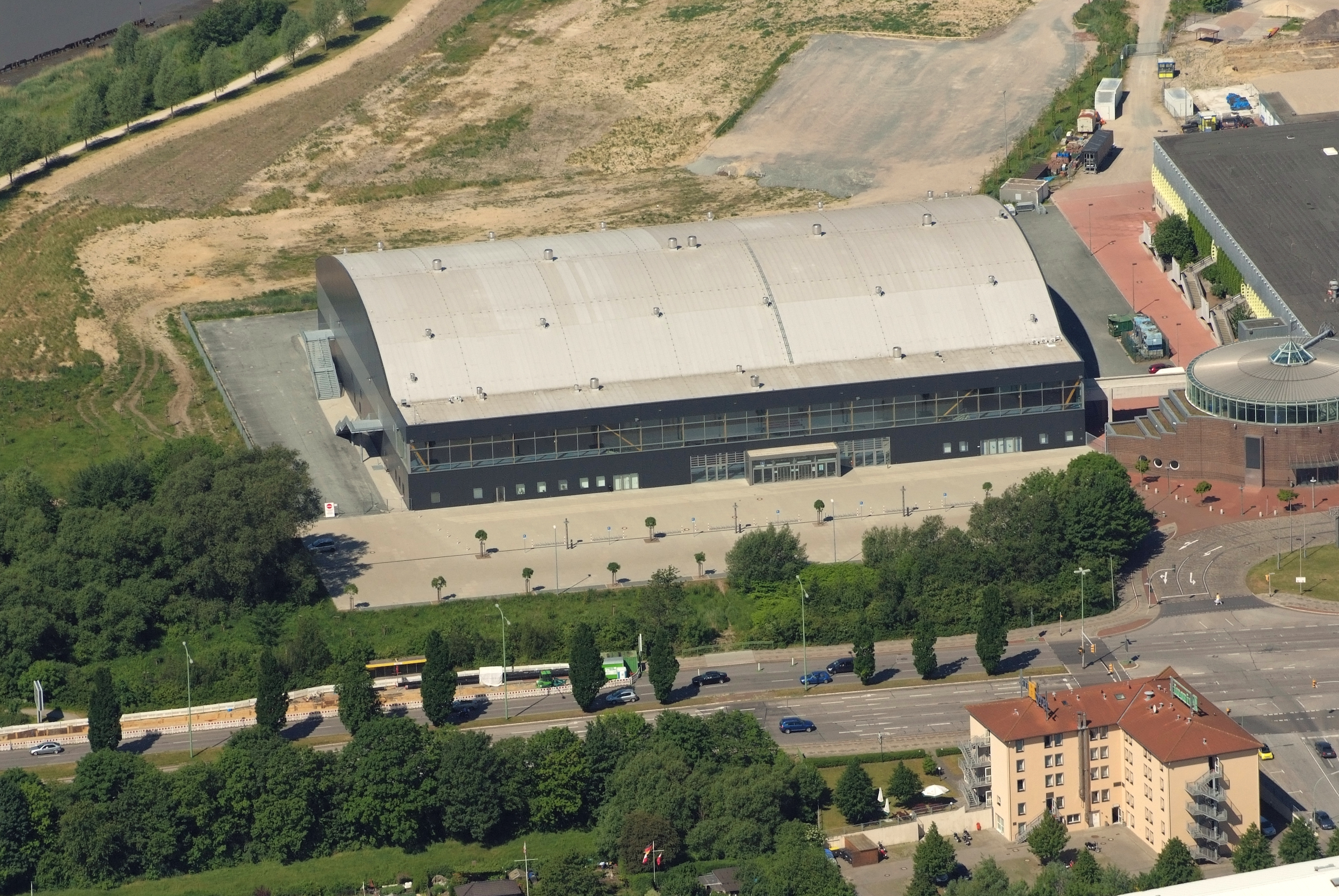
Eisarena Bremerhaven

→ Zu den Sportstätten siehe bei den jeweiligen Stadtteilen unter Sport.
Erste Vereinsturnhallen baute 1859 bzw. 1892 der Verein Vorwärts, 1860 bzw. 1874 der ABTV, 1884 die TG Neustadt sowie 1892 der TuS Schwachhausen. Zwischen 1872 und 1895 entstanden 20 Schulturnhallen, die auch von den Vereinen mitgenutzt werden konnten.
Von den 84 Bremer Sportstätten hatten nur sechs den Zweiten Weltkrieg unbeschädigt überstanden. Im Oktober 1951 waren seit 1945 aus den 17 Sportplätzen und sieben Turnhallen nunmehr insgesamt 97 Fußball- und Hockeyplätze, 28 Faustballfelder, 61 Tennisplätze und 53 Turnhallen geworden. 1952 erfolgte die Übergabe des international bekannt gewordenen, aber nicht mehr bestehenden Zentralbades im Stadtzentrum am Richtweg nach Plänen von Kurt Haering.
In den 1960er Jahren erfolgte der weitere Ausbau der Sportstätten gemäß dem „Goldenen Plan“ der Deutschen Olympischen Gesellschaft. Bremen konnte den Plan bis 1968 erfüllen. 1970 verfügte das Land Bremen über 206 Spiel- und Sportplätze, 148 Turn- und Gymnastikhallen im Schulbereich, 6 Hallenbäder, 6 Lehrschwimmbecken und 18 Freibäder.
Insgesamt verfügt das Land Bremen über zweihundert Sportstätten, darunter zwei Stadthallen, fünf Stadien, elf Bezirkssportanlagen, sechs Großsportanlagen, vielen weiteren Sportplätzen und Sporthallen, elf Hallenbäder und einen Bundesstützpunkt. Größere und besondere Sportstätten sind in:

### Bremen
- Das Weserstadion vor dem Osterdeich mit 42.500 Plätzen hieß 1926 ABTS-Kampfbahn, von 1934 bis 1945 Bremer Kampfbahn, 1945/47 Ike-Stadium und ab 1947 Weserstadion. Hier spielt der Fußball-Bundesligisten Werder Bremen und fanden früher die großen Leichtathletikveranstaltungen statt.
- Weserstadion Platz 11 ist das Fußball- und Leichtathletikstadion das vorwiegend von der in der 3. Liga spielenden Mannschaft Werder Bremen II für seine Heimspiele genutzt wird. Es bietet 5500 Zuschauern Platz.
- Die Stadthalle Bremen auf der Bürgerweide, hat 14.000 Plätze. Es finden und fanden hier u. a. die Bremer Sechstagerennen, die Tischtennisweltmeisterschaft 2006, Vorrundenspiele der Handball-Weltmeisterschaft der Herren 2007 und Reitturniere statt.
- Das Paradice ist eine Eissporthalle im Bremer Stadtteil Walle. Sie wurde mit 1900 Plätzen 1998 gebaut.
- Der Bundesstützpunkt der Rhythmischen Sportgymnastik mit seiner RSG-Halle befindet sich seit 1992 auf dem Gelände der Universität Bremen.
- Das Burgwall-Stadion mit 10.000 Plätzen in Blumenthal (u. a. Blumenthaler SV, DJK Germania Blumenthal und SV Türkspor Bremen-Nord).
- Der Löhplatz in Blumenthal (u. a. Blumenthaler TV, LG Bremen-Nord), Am Forst 1
- Das Stadion am Panzenberg mit 8000 Plätzen in Walle, Landwehrstraße.
- Der Sportpark am Vinnenweg mit 5050 Plätzen am Hauptplatz (Fußballverein FC Oberneuland).
- Die BSA Gröpelingen mit 4000 Plätzen in Gröpelingen (u. a. Vatan Sport Bremen, TuRa Bremen und AGSV Bremen).
- Das Stadion Vegesack mit 3000 Plätzen (u. a. SG Aumund-Vegesack).
- Das BSA Stadion Konrad-Adenauer-Allee 86/88 mit 2500 Plätzen in Schwachhausen (u. a. TuS Schwachhausen).
- Das Stadion an der Ochtumbrücke mit 2000 Plätzen in Grolland (TSV Grolland)
- Arena am Jacobsberg am Hastedter Osterdeich (BSC Hastedt)
- Das Fußball- und Leichtathletikstadion Egon-Kähler-Straße mit 1550 Plätzen in Obervieland (u. a. TuS Komet Arsten).
- Der Sportpark Grambke mit 1200 Plätzen in Burglesum.
- Das Rollsport- und Eislaufstadion von 1963 mit 1500 Plätzen in der Pauliner Marsch am Jakobsberg (FC Union 60 Bremen und BSC Hastedt).
- Die Galopprennbahn Bremen in Hemelingen und der Vahr besteht seit 1907; sie wird 2017/19 aufgegeben.
- Die 14 Bremer Bäder für Sport und Freizeit wie Freizeitbad Vegesack in Bremen-Vegesack, Hallenbad Huchting, OTeBad in Osterholz, Schlossparkbad in Sebaldsbrück, Sportbad Universität, Stadionbad am Weserstadion, Südbad in der Neustadt, Westbad in Walle.
- Das Hansastadion in Bremen-Arsten am Arsterdamm. Bis 1988 wurden dort auf der 386 m langen Speedway-Bahn vom MSC Hansa Bremen internationale Speedway-Rennen ausgetragen; Ende der 1940er Jahre startete man dort mit den Speedwayrennen.
- Das Sportamt betreut 112 Rasen- und Kunstrasenplätzen.

### Bremerhaven

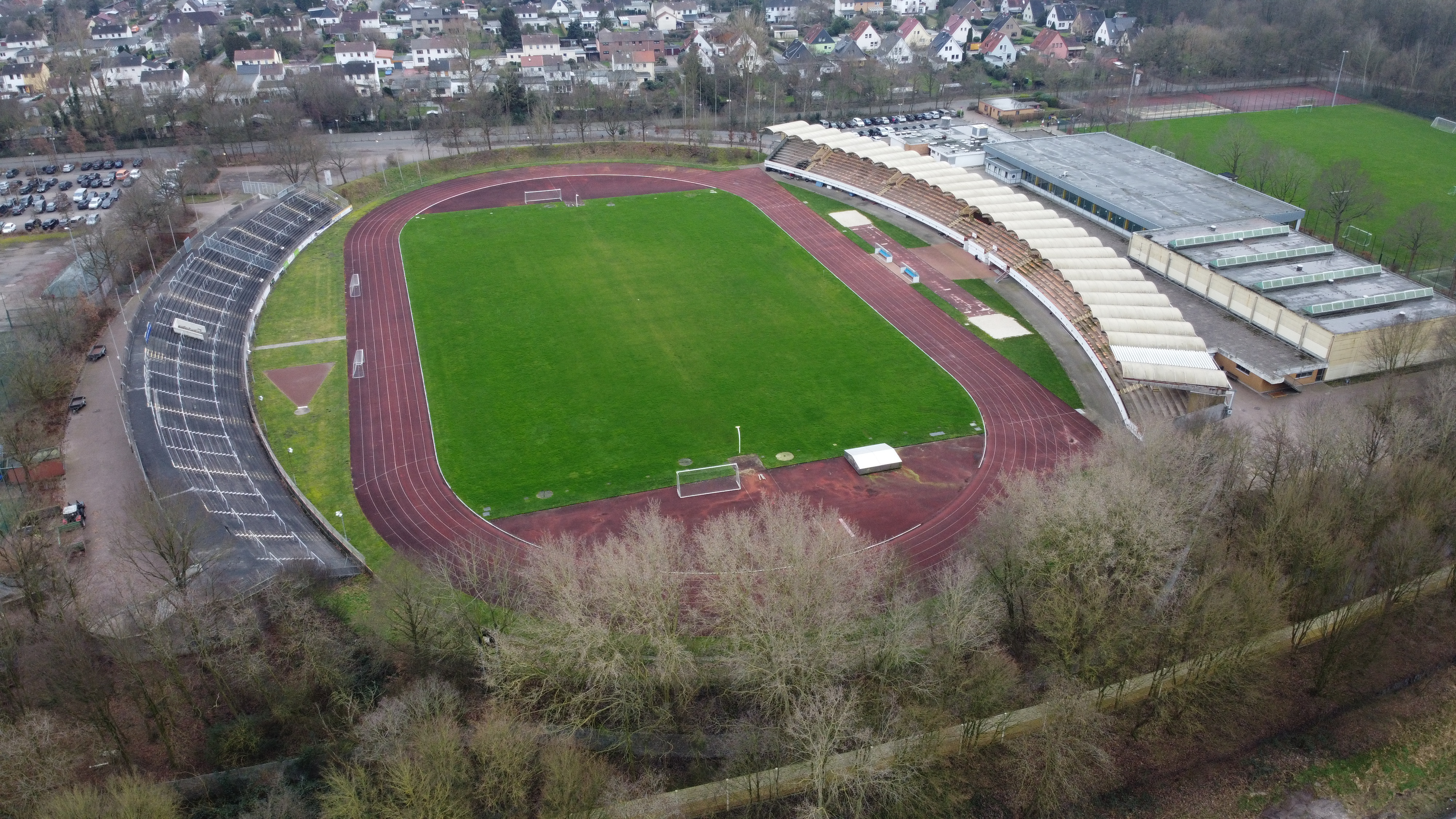
Nordsee-Stadion

- Das Nordsee-Stadion fasst 10.000 Zuschauer. Hier spielt der OSC Bremerhaven.
  - Das Schwimmbad Bad 3 beim Stadion, auch für die öffentliche Nutzung
- Die Stadthalle Bremerhaven in Lehe mit 4200 Plätzen. Es finden und fanden hier u. a. statt die Heimspiele der Eisbären Bremerhaven in der ersten Basketball-Bundesliga
- Die Eisarena Bremerhaven, die seit März 2011 Heimspielort der Fischtown Pinguins aus der DEL ist.
- Die Rollschuhbahn Bremerhaven in Geestemünde im Bürgerpark.
- Das Zollinlandstadion („Zolli“) in Mitte, Pestalozzistraße, mit um die 4000 Stehplätzen (1995) wurde nach dem ehemaligen Zollinlandbahnhof benannt und war Spielstätte für Bremerhaven 93 und dem FC Bremerhaven. Der Platz soll umgestaltet werden.[11]
- Die L.T.S.Arena (Leher Turnerschaft) mit 2000 Plätzen in Lehe im Speckenbütteler Park
- Die Sportanlage Jahnwiese in Lehe (TV Lehe)
- Die Sportanlage im Bürgerpark mit 1200 Plätzen in Geestemünde (u. a. ESC Geestemünde)
- Die Bezirkssportanlage Mitte an der Pestalozzistraße mit 1200 Plätzen (u. a. FC Sparta Bremerhaven)
- Die Sportanlage Mecklenburger Weg in Leherheide
- Die Hans-Gabrich-Halle (HGH) von 1975 an der Kurt-Schumacher-Straße 18 in Leherheide mit u. a. dem Handballbetrieb.
- Die Oscar-Drees-Halle in Mitte, Schillerstraße 142 mit u. a. dem Handballbetrieb.
- Die Sportanlage FTG in Geestemünde
- Die SZ C.v.O. Halle Bürgerpark in Geestemünde Ludwig-Börne-Straße mit u. a. dem Handballbetrieb.
- Die Sportanlage Weddewarden (FSV Insum)

## Sportveranstaltungen
Leichtathletik
1949, 1983 und 1995 wurden die deutschen Leichtathletik-Meisterschaften sowie der Leichtathletik-Europacup 2001 im Weserstadion ausgetragen. Nach dem Umbau des Stadions ist das nicht mehr möglich.
Schwimmen
Die „Internationale“ des Schwimmsports vom Bremer Schwimm-Club (später vom Verband) im Bremer Zentralbad war ab den 1950er Jahren bis 1979 von großer öffentlicher Bedeutung. 1966 starb die italienische Schwimmnationalmannschaft, die im Zentralbad starten wollte, bei dem Absturz einer Lufthansa-Maschine beim Landeanflug auf dem Neuenlander Feld. 185 deutsche Bestleistungen und 16 Weltrekorde wurden im Zentralbad auf der schnellen 25-Meter-Bahn geschwommen.
Karate
Die Karate-Europameisterschaft 2003 und die Karate-Weltmeisterschaft 2014 fanden in der Stadthalle Bremen statt.
Tischtennis
Die Tischtennis-Europameisterschaft 2000 und die Tischtennisweltmeisterschaft 2006 wurden ebenso in der Stadthalle Bremen ausgetragen wie die German Open 1999, 2003, 2007, 2009, 2012 und 2015.
Badminton
Die deutsche Badmintonmeisterschaft 2001 und 2002 fanden in Bremen statt.
Faustball
Der Faustball-Europapokal der Frauen für Vereinsmannschaften fand 2003 auf dem Löhplatz des Blumenthaler TV statt. Auf dem Löh wurden ebenfalls die Deutsche Jugendmeisterschaft 1981 und die Deutsche Schülermeisterschaft 1987 ausgetragen.
Handball
Ab 2013 wird die Stadthalle Bremen (ÖVB-Arena) neuer Austragungsort des DHB-Supercup, ein jährlicher Handball-Wettbewerb des Deutschen Handballbundes (DHB).
Lacrosse
Die deutsche Meisterschaft der Herren und Damen fand 2011 in Bremen statt.
Weitere Veranstaltungen im Land Bremen
Zu den großen jährlichen Sportereignissen gehören in dieser Zeit:
- In Bremen
  - das Bremer Sechstagerennen findet seit 1965 jährlich im Januar in der Stadthalle Bremen (offizielle Bezeichnungen: 1964–2004: Stadthalle Bremen, 2005–2009: AWD-Dome, 2009–2011: Bremen-Arena, seit 2011: ÖVB-Arena) statt.
  - der Bremen-Marathon ist ein Marathonlauf, der seit 2005 Ende September oder Anfang Oktober ausgetragen wird.
  - der SportScheck RUN Bremen
  - die Große Bremer Ruderregatta ist eine seit 1879 mit einigen Unterbrechungen jährlich an zwei Tagen Anfang Mai stattfindende Ruderregatta auf dem Werdersee. Rund 3000 Teilnehmer in 2000 Booten wurden zuletzt gezählt.
  - Die internationalen Dressur- und Springturniere finden seit 1964 in der Stadthalle statt.
  - Von 1907 bis 2012 wurden Trabrennen in der Vahr veranstaltet.
- In Bremerhaven
  - der Bremerhaven-Marathon findet seit 2005 jährlich Ende Juni.
  - der Goldpokal der Stadt Bremerhaven (Basketball), ein von den US-Streitkräften in Bremerhaven initiiertes Basketball-Turnier, das 1964 bis 1983 stattfand.

## Sportarten
Auswahl, Alphabetisch geordnet
Einige Sportarten ragen durch Teilnahme in den oberen beiden Ligen oder durch Einzelleistungen besonders hervor:

### American Football
Der 1. AFC Bremen Venom ist ein American-Football-Verein für Frauen aus Bremen. Die Mannschaft spielt seit 2022 in der 2. Damenbundesliga, der zweithöchsten Spielklasse für Frauen in Deutschland. Nach der Gründung 2021 in Lilienthal vollzog der Verein Anfang 2025 seinen Umzug von Lilienthal nach Bremen.

### Basketball
Bremen
- Die Bremen Roosters war ein Team, das 2002 aus der Basketballabteilung des TSV Lesums hervorging und sich 2009 aus der 2. Basketball-Bundesliga zurückzog. Das Spielrecht wurde auf den Verein SG Oslebshausen übertragen, der damit ab der Saison 2009/10 in der 1. Regionalliga an den Start ging.
- Heute nehmen im Bremer Basketball die Weser Baskets Bremen den Platz der Roosters ein. 2014 wurde die Akademie gegründet aus einer Kooperation der Vereine Bremen 1860 Basketball, Basketball Lesum/Vegesack(BLV), Basketballakademie Bremen Süd und BTS Neustadt Dynamites. Sie spielen seit der Saison 2016/17 in der 1. Regionalliga.

Bremerhaven
- 1981 stieg die 1. Herrenmannschaft des OSC Bremerhaven im Basketball in die 2. Basketball-Bundesliga auf und verblieb bis 1986 in dieser Liga.
- Heute spielen die aus der OSC-Mannschaft hervorgegangenen Eisbären Bremerhaven in der 1. Basketball-Bundesliga, der BBL.

### Cricket
2016 wurde die Sportgemeinschaft Findorff Deutscher Cricket Meister mit u. a. dem deutsch-afghanischen Spieler Ahmed Wardak (* 1988).

### Dart
Dart wird erfolgreich im DC Vegesack Bremen von 1986 gespielt, der 2006, 2009 bis 2012 und 2015 die deutsche Dartmannschaftsmeisterschaft des Deutschen Dart-Verbandes gewann.
Andree Welge (* 1972) ist ein in Bremen geborener mehrfacher deutschen Meister (2002, 2004, 2008).

### Eishockey
Erstmals im höherklassigen Eishockey trat 1974/75 der Roll- und Schlittschuhclub (RSC) Bremerhaven in der Regionalliga Nord auf. Von 1978/79 bis 1982/83 spielte die Mannschaft des RSC in der 2. Liga Nord mit.
1983, nach dem Konkurs des RSC, spielte der EHC Bremerhaven bis 1987 in der Regionalliga Nord.
Der REV Bremerhaven von 1983 ist ein Eishockey- und Rollsportverein, der seit 1994 in der Oberliga bzw. 2. Liga Nord und für ein Jahr 1. Liga Nord spielt. Die Profimannschaft wurde 2001 in die Fischtown Pinguins Bremerhaven ausgelagert und spielt in der 2. Eishockey-Bundesliga. Spielstätte ist die Eisarena Bremerhaven.

### Faustball
Der Frauenmannschaft des Blumenthaler TV spielte u. a. von 1997 bis 2007 im Faustball und von 1997/98 bis 2005/06 im Hallenfaustball in der 1. Bundesliga. Sie wurde 1999 in Köln Deutscher Vizemeister im Hallenfaustball und 2002 in Seebergen/Thür. Deutscher Vizemeister im Faustball.

### Floorball (Unihockey)
Im Floorball spielte der TV Eiche Horn (Herren) in der Bundesliga.

### Fußball
2014 in Bremen: 29.783 Mitglieder

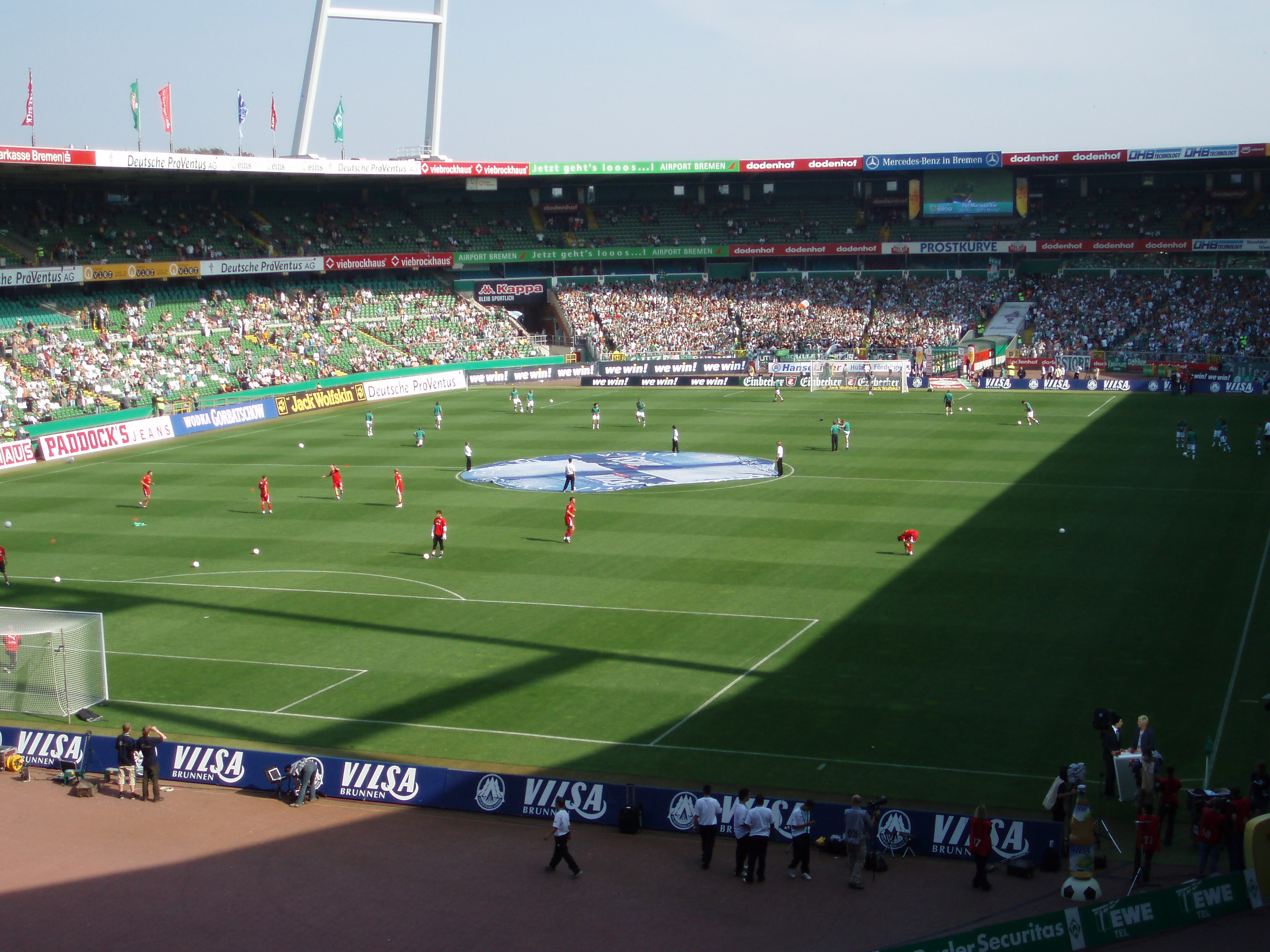
Weserstadion

Der älteste Fußballverein in Deutschland ist der BFC Germania 1888. Die ersten Bremer Vereine Bremer FV, Bremer SC von 1891, Club SuS Bremen von 1896, FV Germania Bremen, ASC Bremen von 1898, FC Hansa Bremen von 1898 (später Allgemeiner Gröpelinger Sportverein von 1908) und KSV Simson Bremen gründeten 1899 den Verband Bremer Fußball-Vereine, der bis 1907 bestand. Der FV Werder Bremen von 1899 kam 1899 hinzu. Der Deutsche Fußball-Bund als Dachverband entstand erst 1900 und der Norddeutsche Fußball-Verband mit u. a. Bremer Vereinen als Mitglieder gründete sich 1905. Erster Bremer Meister wurde 1900 der Bremer SC
Im Fußball-Ligasystem in Deutschland der Saison 2023/24 spielten Bremer Mannschaften der Männer in der Fußball-Bundesliga, der Fußball-Regionalliga Nord 2023/24 (4. Spielklasse), Fußball-Bremen-Liga 2023/24 (5. Spielklasse)- manchmal auch als Bremer Fußball-Oberliga benannt, der Fußball-Landesliga Bremen (6. Spielklasse), der Bezirksliga Bremen und Bezirksliga Bremerhaven (7. Spielklasse) sowie in den Kreisligen und in den Kreisklassen.
Verband: Der Bremer Fußball-Verband vertritt rund 70 Fußballvereine im Land mit 42.307 Mitgliedern und 1377 Mannschaften (Stand: 2014).
Bremen
Größter und bedeutendster Fußballverein mit rund 60.000 Mitgliedern (März 2025) ist der SV Werder Bremen, der national wie international zu den erfolgreichsten Mannschaften der Fußball-Bundesliga zählt und vier Mal Deutscher Meister wurde. Die zweite Mannschaft Werder II spielt seit 2023 in der Bremen-Liga.
Werder Bremen (Frauenfußball) spielt (2023/24) in der Frauen-Bundesliga und als Werder II (2023/24) in der dritten Klasse, der Regionalliga Nord.
Der Bremer SV aus dem Westen Bremens hatte eine große Tradition und spielte in den 1940er bis 1960er Jahren öfters in der Fußball-Oberliga Nord, die bis 1963 die höchste Spielklasse im Nordwesten Deutschlands war. Die 1. Herrenmannschaft war zudem in der Amateurliga, der Regionalliga Nord und der Bremen-Liga (13 mal seit 1955/56 als Meister) vertreten.
Der FC Oberneuland spielte für mehrere Jahre in der vierthöchsten Spielklasse, der Oberliga Nord bzw. Regionalliga Nord.
Als weitere Vereine im Fußball in unterschiedlichen Ligen u. a. in der Fußball-Landesliga Bremen sind zu nennen: SC Borgfeld, SVGO Bremen, ATS Buntentor, SG Findorff, TSV Grolland, AGSV Bremen aus Gröpelingen, Habenhauser FV von 1952, BSC Hastedt, SV Hemelingen von 1858, FC Huchting, TuS Komet Arsten von 1901, FC Mahndorf, Bremer TS Neustadt, FC Oberneuland, OT Bremen aus Osterholz-Tenever, Polizei SV Bremen von 1921, TuS Schwachhausen von 1883, ATSV Sebaldsbrück, TuRa Bremen aus Gröpelingen, SV Türkspor Bremen, FC Union 60 Bremen aus dem Steintor, SC Vahr-Blockdiek, Vatan Sport Bremen, VfL 07 Bremen von 1907 aus Findorff und TS Woltmershausen von 1900.
Bremen-Nord
Als Vereine im Fußball sind u. a. zu nennen: SV Eintracht Aumund, SG Aumund-Vegesack, Blumenthaler SV, 1. FC Burg, TSV Farge-Rekum, DJK Germania Blumenthal, SG Grambke-Oslebshausen, SV Grohn, TSV Lesum und SV Türkspor Bremen-Nord.
Bremerhaven
Bremerhaven 93 war als bedeutende Mannschaft in der Fußball-Oberliga Nord vertreten, die bis 1963 die höchste, bis 1974 die zweithöchste Spielklasse in Deutschland war. Der Verein ging 1974 und die 1. Herrenmannschaft (Ligaelf) 1977 in den OSC Bremerhaven auf. In der Saison 1977/78 sowie 1979/80 spielte der OSC in der 2. Fußball-Bundesliga.
Als weitere Vereine im Fußball sind u. a. zu nennen: SFL Bremerhaven von 1975, FT Geestemünde von 1902, Geestemünder SC von 1904, BSC Grünhöfe, SC Lehe-Spaden, Leher Turnerschaft (LTS) von 1898, FC Sparta Bremerhaven von 1901, TuSpo Surheide und TSV Wulsdorf von 1861.

Der FC Bremerhaven bestand von 1899 bis 2012 und schloss sich dem FC Sparta Bremerhaven an.

### Golf
2014 in Bremen: 3.387 Mitglieder

### Handball
2014 in Bremen: 3.791 Mitglieder
In den 1970er bis 1990er Jahren spielte der TV Grambke-Bremen bzw. auch als SGO (heute Sportverein Grambke-Oslebshausen) über eine längere Zeit in hohen Ligen Handball und war in den 1970/80er Jahren sechs Jahre lang in der Handball-Bundesliga (siehe auch Ewige Tabelle der Deutschen Handball-Bundesliga). Bekanntester Spieler des Vereins war bis 1980 Uwe Schwenker.
Die Frauenmannschaft vom Hastedter TSV spielte ab 1989 sechs Jahre in der 2. Bundesliga und wurde 1992 deutscher Vizemeister. Die Frauenmannschaft von Werder Bremen spielt 2012/13 in der 3. Liga Frauen Nord.
Der TuS Walle Bremen wurde bei den Frauen fünf Mal Deutsche Handballmeister (Frauen) von 1991, 1992, 1994, 1995 und 1996, DHB-Pokalsieger von 1993, 1994, 1995 und erhielt den Europapokal der Pokalsieger von 1994.
Die Herrenmannschaft vom ATSV Habenhausen spielte bis 2005 und von 2007 bis 2009 in der dritthöchsten Spielklasse, der Handball-Regionalliga, und danach in der Oberliga der Männer. Bekanntester Spieler des Vereins war Hinrich Schwenker (1934–2005). Er spielte über 40 Jahre beim Verein und war in 76 Länderspielen in der Handballnationalmannschaft vertreten.
Die bremische Handballnationalspielerin und Bremer Sportlerin des Jahres Dagmar Stelberg, in Bremen für TuS Walle Bremen und Werder Bremen spielend, nahm an den Olympischen Spielen 1984 teil und spielte 219 Länderspiele sowie zwei Mal in einer Weltauswahl.
Verband: Der Bremer Handballverband von 1955 vertritt bundesweit im Deutschen Handballbund (DHB) die ca. 30 Handball spielenden Vereine mit 296 Mannschaften (Stand um 2015).

### Hockey
Hockey wird in Bremen gespielt beim Club zur Vahr, und beim Bremer Hockey Club. Die Damenmannschaft spielte insgesamt 13 Jahre lang in der Nordgruppe der Hallenhockey-Bundesliga und aktuell (2014) in der Oberliga auf dem Feld. Die erste Herrenmannschaft spielte in der Regionalliga Nord auf dem Feld und in der 2. Bundesliga Nord in der Halle.

### Judo
Im Judo kämpfen (2013) die Frauen vom TV Eiche Horn in der 2. Judo-Bundesliga.

### Karate
Wolf-Dieter Wichmann war über 50 Jahre Karatesportler und Trainer sowie Europameister; er ist Träger des 9. Dan.

### Kegeln
Im Kegeln sind (2013) die Damen von der SG LTS/KCN Bremerhaven in der Kegel-Bundesliga (Bohle) und waren 2011/12 Deutsche Meister. Die Herren vom LTS Bremerhaven spielen in der 1. Bundesliga (Bohle). Die Herren des KSC Störtebeker Bremen spielen in der 2. Bundesliga Nord-West (Bohle).

### Lacrosse
Lacrosse ist eine Ballsportart. Das Damenteam der Lacrosse-Abteilung ATS Buntentor, die Snappenlikker, spielt in der ersten Bundesliga Nord, das Herrenteam Likkedeeler spielt in der zweiten Bundesliga Nord des Deutschen Lacrosse Verbandes. Es existieren zudem U16-Jugendteams der Herren und Damen.

### Leichtathletik
Marga Petersen von Werder Bremen wurde 1946 und 1947 Deutsche Meisterin im 100-Meter-Lauf und in der 4-mal-100-Meter-Staffel. 1947 wurde sie deutschen Sportlerin des Jahres. Sie errang bei den Olympischen Sommerspielen 1952 die Silbermedaille bei der 4-mal-100-Meter-Staffel.

1949, 1983 und 1995 wurden die deutschen Leichtathletik-Meisterschaften im Weserstadion ausgetragen. Als Leichtathleten ragten zudem Karl Kluge (Mittelstrecke), Kurt Bonah (Hürden) und Lena Stumpf, 1949 bis 1951 bei Werder Bremen, als deutsche Meisterin (1950, 1954, 1955) im Fünfkampf in den Nachkriegsjahren hervor. Stumpf war 1949 deutsche Sportlerin des Jahres. 1955 wurde Ronald Krüger vom Club zur Vahr mit 7,55 Meter Deutscher Meister im Weitsprung; er belegte zudem Platz 3 bei den Meisterschaften 1956, 1957, 1958 und 1959.

Heinz Schumann (Werder Bremen) errang den 6. Platz bei den Leichtathletik-Europameisterschaften 1962 über 200 Meter und bei den Deutschen Leichtathletik-Meisterschaften 1962 über 100 Meter Platz 1 und über 200 Meter Platz 3. Bei den Olympischen Spielen 1964 wurde er Fünfter über 100 Meter.
Lars Figura war von 1998 bis 2002 im 400-Meter-Lauf bei deutschen Meisterschaften, deutschen Hallenmeisterschaften und Halleneuropameisterschaften erfolgreich. Carolin Nytra, (TuS Komet Arsten) war, erreichte im 100-Meter-Hürdenlauf erreichte das 100-Meter-Hürden-Halbfinale bei den Olympischen Sommerspielen 2008. Jonna Tilgner (LT/TuS Komet Arsten) lief im Finale in der 4-mal-400-Meter-Staffel bei diesen Spielen. Sebastian Bayer, (Bremer LT) wurde als Weitspringer (Bestweite: 8,49 m) fünf Mal Deutscher Meister und mehrfach Europameister. Er war Fünfter bei den Olympischen Spielen 2012.

### Motorrennsport
Der Motorsportclub Hansa Bremen war beim Speedwayrennen seit den 1940er Jahren aktiv in Bremen-Arsten, am Hansa-Stadion am Arsterdamm. In den 1970er und 1980er Jahren stellte der MSC Hansa Bremen ein Team für die Speedway-Bundesliga.

### Radsport
Der Radsportverein RV Hansa wurde 1890 gegründet; ihm folgte der Verein Radtouristen von 1894 so wie weiter nicht mehr bestehende Clubs.
Heute bestehen u. a. der Radsportclub RSC Rot-Gold-Bremen von 1957, die RadRennGemeinschaft Bremen (RRG Bremen), der RSC Vegesack von 1978, und der Radclub Bremen (RCB) von 2007.
Fritz Cronjäger († 1962) (1932) und Fritz Gayk (1947) wurden Deutsche Meister im 10-km-Bahnrennen.
Edith Beneke, später Edith Manthey wurde im Einer-Kunstradfahren 1955 Deutsche Jugendmeisterin, 1959 Deutsche Meisterin und 1959 Weltmeisterin sowie 1960, 1961 und 1963 Vizeweltmeisterin. Der SV-Hemelingen stellt in den 1950/60er Jahren eine ganze Anzahl Deutscher Meister in derselben Disziplin.

### Reitsport
- Der Bremer Reit-Club, ab um 1907 Bremer Rennverein betreibt seit 1857 Galopprennen und betrieb von 1907 bis 2017/18 die Galopprennbahn Bremen.
- Der Reitclub Walle besteht seit 1993.
- Der Hubertus Reitverein Bremen hat seinen Sitz in Oberneuland.
- Der Reitclub St. Georg zu Bremen befindet sich in Horn-Lehe beim Stadtwaldsee.
- Der Reit- und Fahrverein Oberneuland wurde 1922 gegründet.

### Rhythmische Sportgymnastik
1992 konnten die internationalen Ansprüchen entsprechende Halle für die Rhythmische Sportgymnastik eingeweiht werden und Bremen wurde Bundesstützpunkt (BSP). In der Halle fanden 2004, 2007 und 2010 Meisterschaften statt.
1993 erturnte Nicole Gerdes vom Blumenthaler TV einen 6. Platz bei den Weltmeisterschaften der Rhythmischen Sportgymnastik. 1994 gewann sie den deutschen Meistertitel am Seil. 1995 wurde sie Zweite am Band und Seil.
Lena Rübke wurde von 2008 bis 2010 vielfache Deutsche Meisterin in verschiedenen Übungen.

### Rollsport
Astrid Hoßfeld-Bader wurde als Rollkunstläuferin von 1965 bis 1968 viermal Weltmeisterin. Sie ist beim Eis- und Rollsport-Club Bremerhaven (ERCB) die wohl erfolgreichste Trainerin in Deutschland.
Michael Butzke (* 1960) war für den ERCB von 1979 bis um 1983 fünffacher Weltmeister im Rollkunstlaufen.
2016 wurde Lina Goncharenko (Eis- und Rollsport-Club Bremerhaven) Deutsche Meisterin im Rollkunstlaufen; sie belegte den 1. Platz in der Pflicht bei der Europameisterschaft 2018 und den 3. Platz bei der Deutschen Rollkunstlauf-Meisterschaften von 2018.

### Rudern
Rudern hatte in Bremen eine große Tradition. Die Große Bremer Ruderregatta findet seit 1879 jährlich auf dem Werdersee statt.
1952 gewannen Heinz Manchen und Helmut Heinhold mit Steuermann Helmut Noll vom Vegesacker Ruderverein die Silbermedaille im Zweier mit Steuermann bei den Olympischen Spielen 1952. Sie errangen mehrfach die deutsche Meisterschaft.
Zu nennen sind weiterhin Georg Niermann und Albrecht Wehselau (Olympiade 1960), Volkhard Buchter und Jochen Heck (Olympische Spiele 1968 in Mexiko-Stadt) sowie Oliver Rau (Olympische Spiele 1996 in Atlanta), alle vom Bremer Ruder-Club „HANSA“. Oliver Rau erruderte bei den Weltmeisterschaften in Indianapolis (1994), Tampere (1995) und Strathclyde (1996) jeweils WM-Bronze und wurde mehrfach Deutscher Meister.
Knud Lange vom Bremerhavener Ruderverein von 1882 errang bei den Ruder-Weltmeisterschaften mehrere WM-Medaillen (WM 2006, WM 2008, WM 2009).
Weitere Vereine: Bremer Sportclub, Bremer Ruderverein von 1882.

### Rugby
Schon sehr früh wurde in Bremen auf Grund seiner hanseatischen Verbindung zu Großbritannien Rugby gespielt. 1875 wurden in Cannstatt, Bremen, Darmstadt, Frankfurt am Main, Homburg, Neuenheim, Hannover und Wiesbaden die ersten Rugbyclubs in Deutschland gegründet.
Im Rugby spielt (2013) Bremen 1860/Union 60 Bremen in der 2. Rugby-Bundesliga.

### Schach
Oskar Antze (1878–1962) war Arzt und der bekannteste Schachmeister aus Bremen. Er zählt zu den stärksten deutschen Amateurschachspielern am Anfang des 20. Jahrhunderts. 1913 errang er den Titel des Deutschen Meisters. Schachmeister Carl Carls (1880–1958) lebte seit 1906 in Bremen und wurde 1951 Internationaler Meister.
Im Schach spielt (2013) Werder Bremen in der 1. Bundesliga.

### Schwimmen
2014 in Bremen: 5.904 Mitglieder
Seit 1885 gab es Schwimmsport im Bremer Schwimm-Club von 1885 (BSC) aus der Östlichen Vorstadt und den S.V. Weser sowie ab 1889 den Bade- und Schwimmverein Oberweser, später Bremischer Schwimmverein von 1889 (BSV). 1900 erhielt der Bremer Ernst Hoppenberg vom BSC die Goldmedaille über 200 m Rückenschwimmen bei den Olympischen Sommerspielen 1900 in Paris.
Schwimmerfolge hatten Horst Bleeker vom BSC (1957/59), Margit Hettling vom SV Weser bzw. BSV (1964–1967), Wolfgang Baumann (1957 Europarekord) und die 100-Meter-Kraulstaffel vom BSC (1950/60er Jahre). Bis 1975 wurden im Bremer Zentralbad 185 deutschen Bestleistungen und 16 Weltrekorde geschwommen. Werner Freitag (ATS Bremerhaven) errang als Schmetterlingsschwimmer 1963 und 1965 den deutschen 200-Meter-Titel und bei den Olympischen Sommerspielen 1964 schied über 200 m im Semifinale aus.
Verband: Der Landesschwimmverband Bremen (LSB) vertritt 18 Vereine und 6860 Mitgliedern im Land (Stand 2015). Er wurde 1893 als Bremer Schwimmverband (1921: B.S.V.) von fünf Vereinen (SV Weser, Oberweser, Hastedter SV, SV Triton aus Hemelingen, Poseidon SV) gegründet.

### Segeln
2014 in Bremen: 5.161 Mitglieder
Zum Weser Yacht Club Bremerhaven (WYC) von 1906 gehörte die Hochsee-Rennyacht Diva, die 1985 mit Skipper Berend Beilken zusammen mit der Outsider und der Rubin G VIII den Admiral’s Cup gewann. Der WYC richtet seit 1968 jährlich die Rotesand-Regatta aus.

### Ski
2014 in Bremen: 3.160 Mitglieder

### Squash
Im Squash spielt (2013) der 1. Bremer Squash-Club von 1976 in der 2. Bundesliga Nord.

### Taekwondo
Tina Ahlbrecht vom Verein Bremen 1860 wurde um von 1999 bis 2006 dreimal Europameisterin, zweimal Vizeeuropameisterin und mehrfache Medaillengewinnerin bei deutschen Meisterschaften im Taekwondo.
Imke Turner (Bremen 1860) wurde vielfache Deutsche (10 ×), Europa- und Weltmeisterin (5 ×), zuletzt 2019.
Werner Unland (Bremen 1860) Deutscher Meister in der Disziplin Technik im Taekwondo.

### Tanzsport

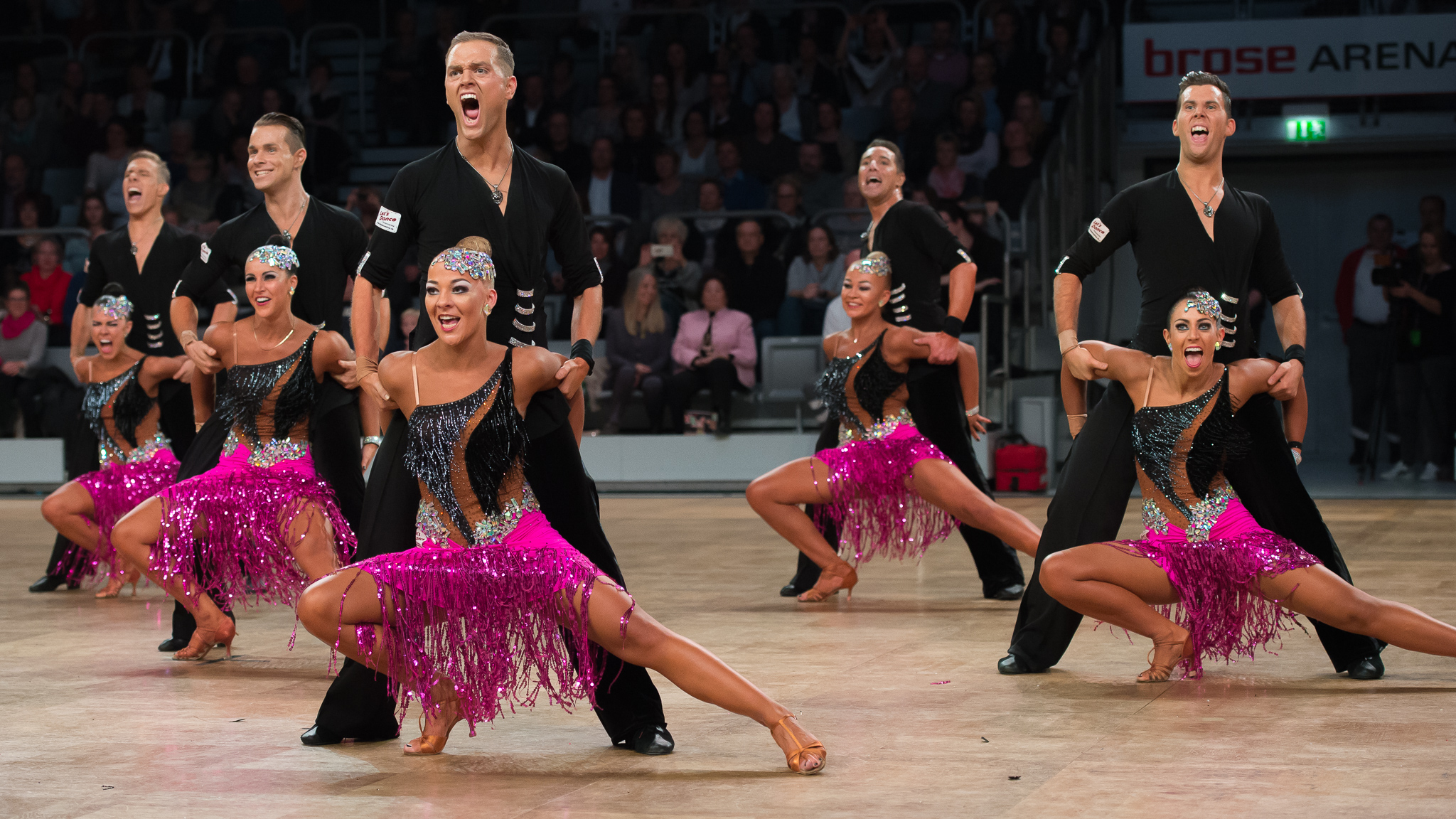
2016: Grün-Gold-Club Bremen A

Im Tanzsport tanzen in der 1. Bundesliga der Latein-Formationen das A- und B-Team des Grün-Gold-Club Bremen von 1932.
Die Tanzsportgemeinschaft Bremerhaven (TSG) von 1971 wurden 20 Mal Deutscher Meister, 10 Mal Europameister, 14 Mal Weltmeister und vier Mal Bremer Mannschaft des Jahres (1997, 1999, 2001, 2002).
Das halbprofessionelle Eisbären Danceteam vom OSC Bremerhaven errangen die Europameisterschaft 2007 und 2008.
Beim Grün-Gold-Club Bremen tanzte das A-Team von 1998 bis 2002 in der 2. Bundesliga und stieg 2002 in die 1. Bundesliga auf. Das A-Team wurden Weltmeister 2006, 2009 und 2012; Europameister 2007, 2008, 2010; Vizeeuropameister 2004 bis 2005 und 2009; Deutscher Meister 2004, 2005 und von 2007 bis 2012. Es war sieben Mal Bremer Mannschaft des Jahres von 2003 bis 2009.

2016 wurde der Verein Deutscher Meister und Weltmeister der Formationen in den lateinamerikanischen Tänzen.
Das TSZ Blau-Gelb Tanzsportzentrum Bremen wurde 1991 gegründet und ist in den lateinamerikanischen Tänzen spezialisiert. Die Teams waren u. a. in der Oberliga Nord Latein, der Regionalliga Nord Latein und 2. und dann 1. Bundesliga (2005/06) vertreten.

### Tennis
2014 in Bremen: 7.029 Mitglieder
Zu den ältesten Vereinen gehören der Bremer Tennisverein von 1896 und der Bremer Tennis Club von 1912, die eine wichtige Rolle in der deutschen Tennisgeschichte spielten. 1910 stand hier die erste Tennishalle in Deutschland.
Von 2001 bis 2008 und 2010 bis 2012 spielte der Bremerhavener Tennisverein von 1905 in der Tennis-Bundesliga (Herren).
Verband: Der Tennisverband Nordwest vertritt 36 Vereine und 8300 Mitglieder (Stand 2014) in Bremen im Deutschen Tennis Bund.

### Tischtennis
Im Tischtennis spielt Werder Bremens Herrenmannschaft seit 1988/89 in der Tischtennis-Bundesliga (Gruppe Nord bzw. 1. Bundesliga) und konnte in der Saison 2013 die deutsche Meisterschaft feiern.
Die Frauenmannschaft der SG Marßel Bremen spielt (2016) in der 3. Bundesliga Nord.
Die Tischtennismannschaften der Damen und Herren vom TuS Vahr-Bremen spielten in den 1980er Jahren in der Tischtennis-Bundesliga und zählten zu den damals größten Tischtennisvereinen Deutschlands.
Tischtennis wird weiterhin u. a. bei TuS Komet Arsten, SG Aumund-Vegesack, TuS Vahr-Bremen und TuS Huchting gespielt.
2016 belegte Bastian Steger (Werder Bremen) den 3. Platz (Bronze) bei den Olympischen Sommerspielen in Rio de Janeiro beim Tischtennis der Mannschaft.
Nach dem Zweiten Weltkrieg zählte der SV Roland Bremen zur deutschen Spitze.

### Turnen
2014 in Bremen: 26.329 Mitglieder
Nach 1945 war es Wilhelm Beuke, der für die Gründung eines Turnerverbandes sorgte.
Schwerpunkte beim Turnen sind heute u. a. das Kinderturnen „Junge Familien in Schwung“, die „Gymwelt“ – Gymnastik, Fitness und Gesundheit und Turnspiele wie Korbball, Faustball und Prellball. Im Trampolinturnen nahmen junge Turner wieder an nationalen Wettkämpfen teil.
Im Mai 2016 fanden im Bremer Stützpunkt für Rhythmische Sportgymnastik (BSP) die deutschen Meisterschaften statt.
Verband: Der Bremer Turnverband (BTV) ist mit 70 Mitgliedsvereinen und 29.784 Mitgliedern der größte Sportfachverband im Lande Bremen.

### Volleyball
Im Volleyball spielt (2013) die Frauenmannschaft vom TV Eiche Horn in der 2. Bundesliga.

### Wandern/Klettern
2014 in Bremen: 4.410 Mitglieder

### Wasserball
Die vier Wasserballvereine SV Bremen 1910, Bremischer Schwimmverein (BSV), S.V. Weser Bremen und Bremer Schwimm-Club von 1885 werden (2016) vom Landesschwimmverband Bremen vertreten.

## Bremer Sportler
→ Siehe unter Bremer Sportler, Sportler (Bremerhaven)
oder Bremer Leichtathlet oder Bremer Handballspieler sowie hier für Sportler oder Trainer ohne Artikel:
- Bettina Biendara (* 1973), Faustballerin, Nationalspielerin 1999–2000, Europameisterin, Blumenthaler TV
- Andrea Decker (* 1960), drei Endlaufteilnahmen im 400-Meter-Lauf bei den Deutschen Meisterschaften 1981–1983, 800-Meter-Lauf-Landesrekord 1982, TuS Huchting
- Hans-Werner Drewes (* 1945), 3000- und 5000-Meter-Lauf-Landesrekorde 1971/72, Tura Bremen
- Christina Fortino (* 1970), Faustballerin, Nationalspielerin 2000–2002, Europameisterin, Blumenthaler TV
- Karl-Walter Fricke (1912–2006), Architekt, Schwimmsporttrainer und -funktionär beim Bremer Schwimm-Club von 1885 (BSC)
- Karl-Heinz Henfling, 100 Meter-Kraul-Staffel in den 1950/60er Jahren
- Hans Hirsch (Schwimmer), 100-Meter-Kraulstaffel in den 1950/60er Jahren, BSC
- Ursula Kämmerer mit Detlef Hegemann von 1952 bis 1957 sechsmal deutsche Meister im Standardtanzen
- Karl Kluge (Leichtathlet), Läufer der Mittelstrecke, Deutscher Meister im 1500-Meter-Lauf bei den Deutschen Leichtathletik-Meisterschaften 1951, Werder Bremen
- Hartmut Mayer (1926–2015), Faustballer, Nationalspieler 1954–1958, ATSV Habenhausen
- Günter Meinen und Anneliese Meinen, Standardtanzen in den 1960er Jahren
- Saskia Menken (* 1972), Faustballerin, Nationalspielerin 2000–2002, Blumenthaler TV
- llse Michael (1935–2019), Tennis, mehrfache Europa- und Weltmeisterin der Senioren
- Christoph Meyer (* 1966), 800-, 1000- und 1500-Meter-Lauf-Landesrekord 1990/91, BTS Neustadt
- Uli Rademacher, 100-Meter-Kraulstaffel in den 1950/60er Jahren, BSC und BSV
- Jutta Stalmann (* 1960), Faustballerin, Nationalspielerin 1982, Blumenthaler TV

## Inklusion
2021 bewarb sich die Stadt zusammen mit Bremerhaven als Host Town für die Gestaltung eines viertägigen Programms für eine internationale Delegation der Special Olympics World Summer Games 2023 in Berlin. 2022 wurde sie als Gastgeberin für Special Olympics Vereinigte Staaten ausgewählt. Damit wurde sie Teil des größten kommunalen Inklusionsprojekts in der Geschichte der Bundesrepublik mit mehr als 200 Host Towns.

## Sportler des Jahres
Die Auszeichnung zum Bremer Landessportler des Jahres wird seit 1980 vom Landessportbund Bremen in der Oberen Rathaushalle verliehen. Prämiert werden die bemerkenswertesten sportlichen Leistungen von Athleten aus dem Land Bremen für die Bereiche Sportler, Sportlerin und Mannschaft (seit 1997). Die häufigsten (drei und mehr) Auszeichnungen erhielten sieben Mal der Grün-Gold-Club Bremen, vier Mal die TSG Bremerhaven (beide im Tanzsport) sowie je drei Mal der Leichtathlet (400 m) Lars Figura, der Ruderer Knud Lange und die Taekwondoin Tina Ahlbrecht.
Zwei Sportlerinnen des Jahres in Deutschland waren in Bremen aktiv: Marga Petersen (1947) und Lena Stumpf (1949)
Einige Fußballer des Jahres in Deutschland spielten auch in Bremen: Aílton (2004), Miroslav Klose (2006) und Rudi Völler (1983).

## Sportsenatoren und Verwaltung
Senatoren
Im Senat der Freien Hansestadt Bremen war der Sport in unterschiedlichen Senatsbereichen angesiedelt. Der dafür zuständige Senator wurde auch als „Sportsenator“ bezeichnet. Dieses waren
- 1928 bis 1933: Wilhelm Kleemann (SPD), u. a. für Leibesübung
- 1945 bis 1951: Christian Paulmann (SPD), Senator für Schulen und Erziehung
- 1951 bis 1958: Hermann Wolters (SPD), Senator für Wirtschaft und Arbeit
- 1958 bis 1975: Annemarie Mevissen (SPD), Senatorin für Wohlfahrt, Jugend und Sport
- 1975 bis 1979: Walter Franke (SPD), Bürgermeister und Senator für Soziales, Jugend und Sport
- 1979 bis 1983: Henning Scherf (SPD), Senator für Soziales, Jugend und Sport
- 1983 bis 1987: Herbert Brückner (SPD), Senator für Gesundheit und Sport
- 1987 bis 1991: Volker Kröning (SPD), Senator für Sport sowie Senator für Justiz und Verfassung
- 1991 bis 1995: Friedrich van Nispen (FDP), Senator für Inneres und Sport
- 1995 bis 1999: Bringfriede Kahrs (SPD), Senatorin für Bildung, Wissenschaft, Kunst und Sport
- 1999 bis 2001: Bernt Schulte (CDU), Senator für Inneres, Kultur und Sport
- 2001 bis 2003: Hartmut Perschau (CDU), Senator für Inneres, Kultur und Sport
- 2003 bis 2007: Thomas Röwekamp CDU, Senator für Inneres und Sport
- 2007 bis 2008: Willi Lemke (SPD), Senator für Inneres und Sport
- 2008 bis 2015: Ulrich Mäurer (SPD), Senator für Inneres und Sport
- 2015 bis 2023: Anja Stahmann (Grüne), Senatorin für Soziales, Jugend, Frauen, Integration und Sport
- seit 2023: Ulrich Mäurer (SPD), Senator für Inneres und Sport

Deputation
Im politischen Bereich berät und beschließt die Sportdeputation, bestehend aus dem Sportsenator als Vorsitzenden und den Vertretern der Bremischen Bürgerschaft, über die Angelegenheiten (Haushalt, Grundsätzliches) des Sportes im Land und in der Stadt Bremen.
Verwaltung
1922 entstand das Amt für Leibesübung in Bremen, das bis 1934 von Oberregierungsrat Wilhelm Probst geleitet wurde.
Die staatliche und städtische Verwaltung des Sports wurde nach 1945 beim Sportsenator durch den Sportreferenten und durch das Amt für Leibesübungen bzw. Sportamt Bremen wahrgenommen deren Amtsleiter Max Jahn (1945/46), Julius Harning (1946/47), Erich Thursch (1947 bis 1958) Hans Koschnick (1958 bis 1962), Bernhard Thiele (1962 bis 1977), Arnold Neuhauß (1977 bis 1983), Reinhard Hoffmann (1983 bis 2004) und Ulrich Mix (2004 bis 2014) waren. 2014 wurde das bislang eigenständige Sportamt in die senatorische Behörde integriert.
In Bremerhaven ist das Amt für Sport und Freizeit im Stadthaus die zuständige städtische Ansprechstelle.